# Schützenpanzer

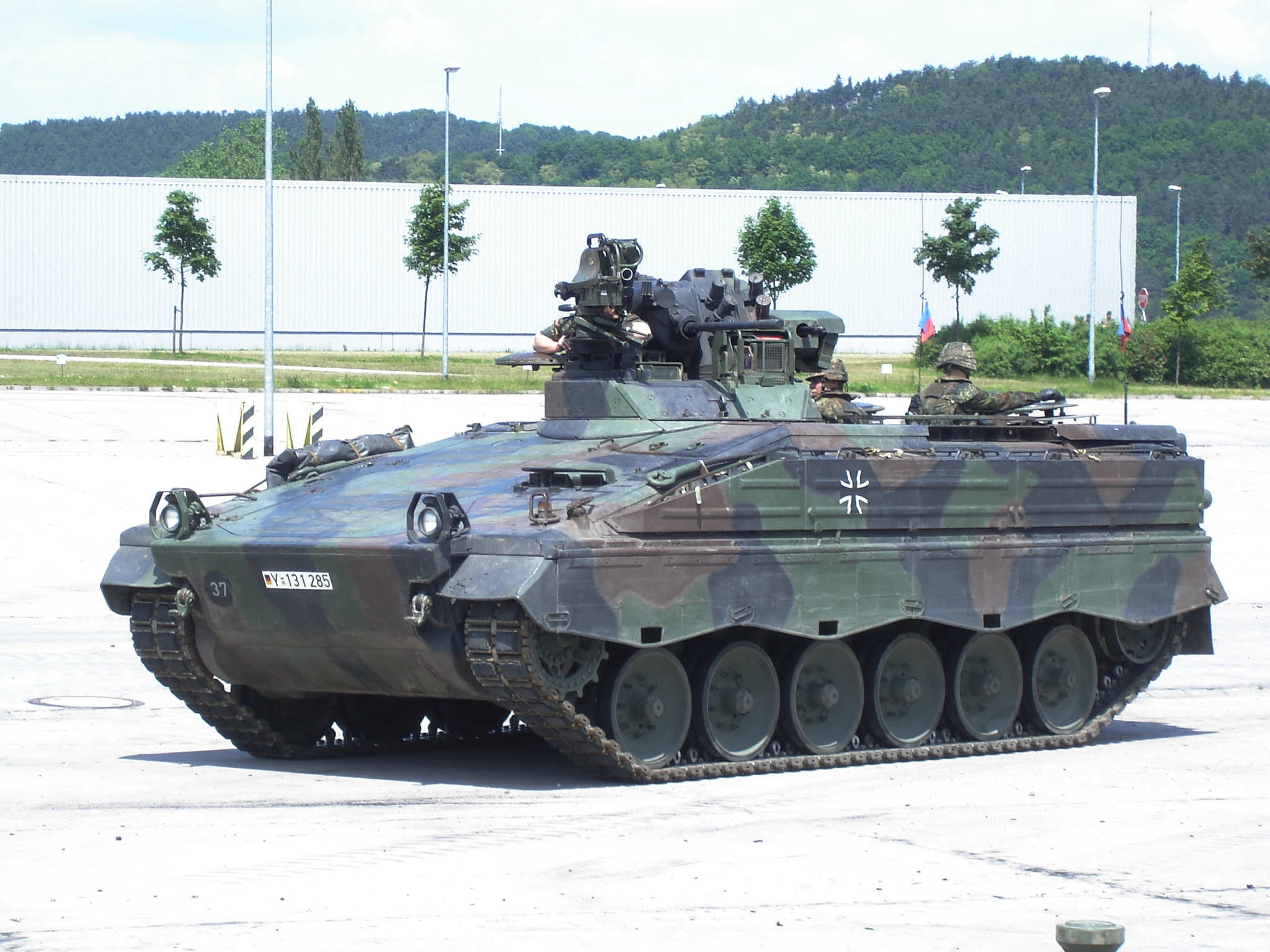
Kettenschützenpanzer Marder

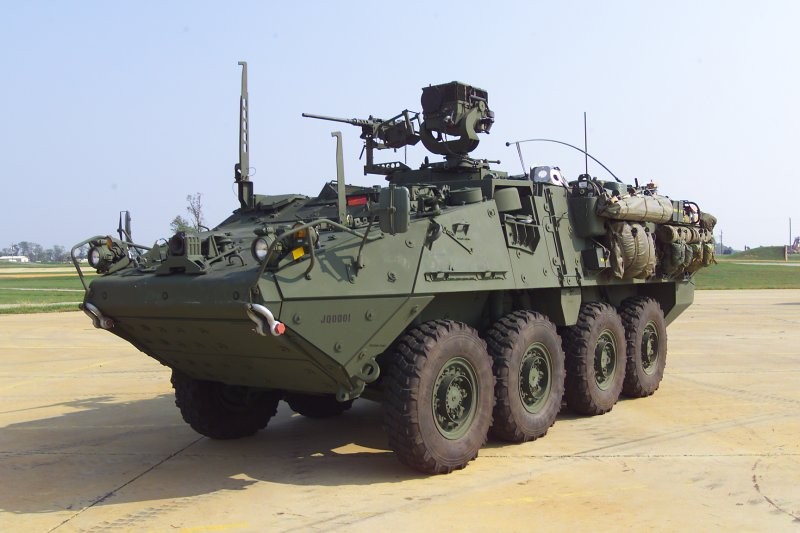
Radschützenpanzer Stryker

Schützenpanzer (kurz SPz) sind Panzerfahrzeuge, die die Infanterie ins Gefecht transportieren, ihr im Kampf wirksame Feuerunterstützung geben und bauartbedingt den Panzergrenadieren den Kampf aus dem und vom Schützenpanzer ermöglichen. Schützenpanzer haben im Transportraum Platz für meist bis zu zehn Infanteristen bzw. Panzergrenadiere und besitzen eine stärkere Bewaffnung und Panzerung als gepanzerte Mannschaftstransportwagen. Schützenpanzer sind gewöhnlich Kettenfahrzeuge; einige Radpanzer fallen allerdings ebenfalls in dieselbe Kategorie (Radschützenpanzer).
Die Organisation für Sicherheit und Zusammenarbeit in Europa (OSZE) definiert den Begriff „Schützenpanzer“ im Vertrag über Konventionelle Streitkräfte in Europa (KSE-Vertrag) von November 1990 in Artikel II wie folgt:

„Der Begriff „Schützenpanzer (SPz)“ bezeichnet ein gepanzertes Kampffahrzeug, das in erster Linie für den Transport einer
Infanteriegruppe konstruiert und ausgerüstet ist, es den Soldaten normalerweise ermöglicht, geschützt durch die Panzerung aus dem
Fahrzeug heraus zu schießen, und mit einer integrierten oder organischen Kanone von mindestens 20 Millimetern Kaliber sowie gelegentlich mit einem Abschußgerät für Panzerabwehrflugkörper bewaffnet ist. Die Schützenpanzer dienen als Hauptwaffensystem von gepanzerten, mechanisierten oder motorisierten Infanterietruppenteilen und Truppenteilen der Landstreitkräfte.“

## Begriff
Im deutschen Sprachgebrauch ist der Begriff Schützenpanzer gebräuchlich. Im englischen Sprachraum werden derartige Fahrzeuge als infantry fighting vehicle (IFV) oder mechanized infantry combat vehicle (MICV), im französischen Sprachraum als véhicule de combat d’infanterie bezeichnet. Im Russischen sind die Bezeichnungen боевая машина пехоты – bojewaja maschina pechoty – dt.: Infanteriekampfwagen, abgekürzt als БМП  (BMP), üblich. Sinngemäß übertragen handelt es sich dabei um ein Kampffahrzeug der Infanterie.
In der Wehrmacht wurden Fahrzeuge, die heute unter die Definition des gepanzerten Mannschaftstransportwagens fallen, als Schützenpanzerwagen bezeichnet. Die NVA der DDR nutzte ebenfalls diese Bezeichnung, reihte darunter aber auch Fahrzeuge ein, die ursprünglich als Späh- und Patrouillenfahrzeuge konstruiert und eingesetzt wurden (BRDM-1 bzw. BRDM-2). In Abgrenzung dazu wurden in der NVA der BMP-1 bzw. BMP-2 als Schützenpanzer bezeichnet. In der Bundeswehr wurde der Begriff mit den Schützenpanzern lang und kurz eingeführt.

## Abgrenzung zu anderen Fahrzeugen

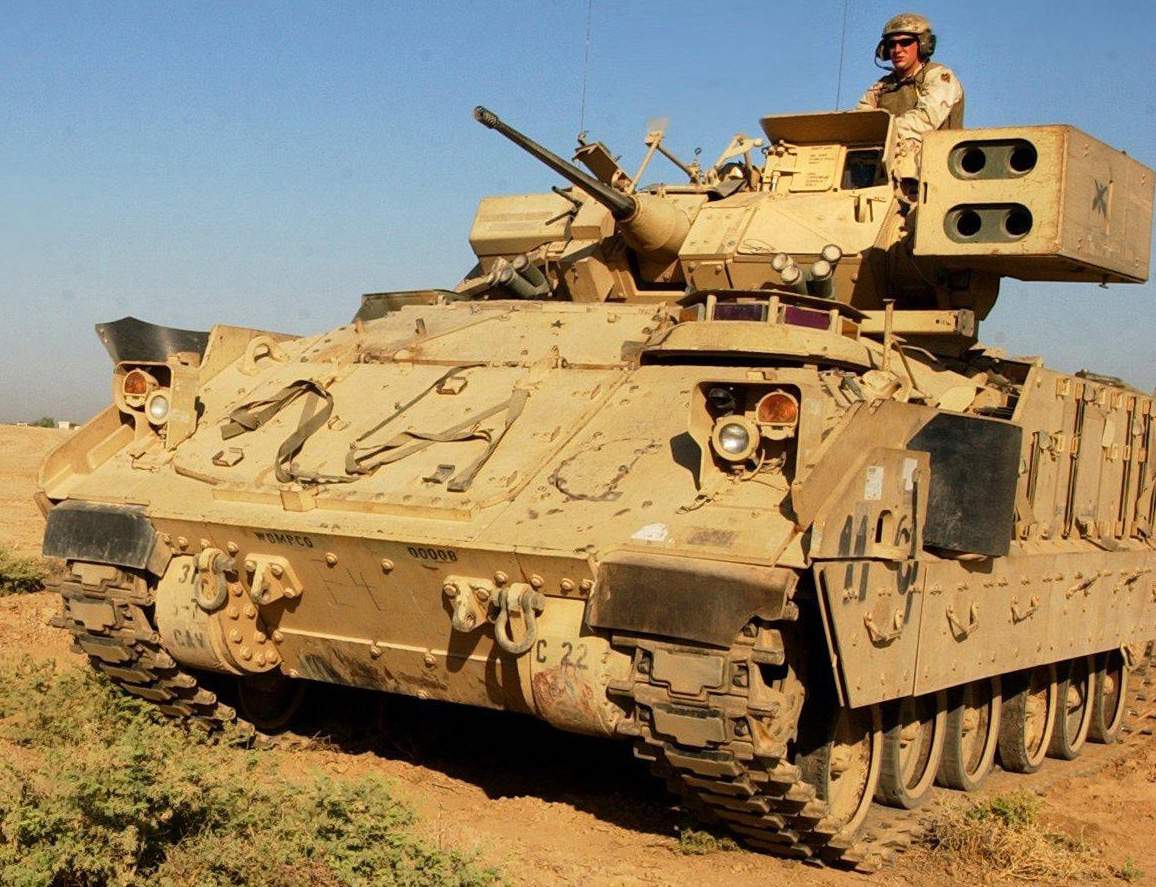
Der Flugabwehrpanzer M6 Linebacker wurde aus der M2/M3-Familie abgeleitet

Zu unterscheiden von Schützenpanzern sind gepanzerte Mannschaftstransportwagen (MTW), die nach Definition der OSZE für den Transport einer Infanteriegruppe konstruiert und ausgerüstet sind und in der Regel mit einer integrierten oder organischen Waffe von weniger als 20 Millimetern Kaliber ausgerüstet sind.
Als „gepanzertes MTW-ähnliches Fahrzeug“ und „SPz-ähnliches Fahrzeug“ werden gepanzerte Fahrzeuge bezeichnet, welche das gleiche Fahrwerk und ein ähnliches Äußeres aufweisen wie ein gepanzerter Mannschaftstransportwagen beziehungsweise ein Schützenpanzer, jedoch nicht mit einer Kanone oder einem Geschütz des Kalibers 20 mm und darüber ausgestattet sind und so gebaut oder verändert wurden, dass keine Infanteriegruppe damit transportiert werden kann.
Entsprechend den Genfer Konventionen vom 12. August 1949 – zur Verbesserung des Loses der Verwundeten und Kranken der Streitkräfte im Felde – haben Sanitätsfahrzeuge einen Sonderstatus. Daher gelten gepanzerte Sanitäts-MTW nicht als gepanzerte Kampffahrzeuge oder gepanzerte MTW-ähnliche Fahrzeuge.
Vorhandene Typen werden im Protokoll über vorhandene Typen konventioneller Waffen und Ausrüstungen, das eine Anlage des Vertrag über konventionelle Streitkräfte in Europa ist, aufgeführt. Das Protokoll wird regelmäßig fortgeschrieben. In populärwissenschaftlicher Literatur und im allgemeinen Sprachgebrauch wird der Begriff „Schützenpanzer“ jedoch nicht stringent angewandt. Schwierig ist auch die Einordnung von historischen Fahrzeugen, deren Nutzung vor Abschluss des Vertrages endete und die daher im Protokoll nicht aufgeführt sind. Nach 1990 verschwimmen teilweise die Grenzen zu gepanzerten Mannschaftstransportwagen.
Schützenpanzer dienen in vielen Fällen als Basis für Aufklärungs- und Führungsfahrzeuge. Diese Fahrzeuge gelten nach Definition der OSZE als gepanzerte SPz-ähnliche Fahrzeuge. Verschiedentlich wurden bzw. werden Schützenpanzer als Träger schwerer Waffensysteme verwendet. Sofern dabei eine Kanone mit einem Kaliber von mindestens 75 mm zum Schießen im direkten Richten integriert oder organisch mit dem Fahrzeug verbunden ist und dessen Leergewicht mindestens 6 Tonnen beträgt, handelt es sich um ein Kampffahrzeug mit schwerer Bewaffnung. Im Gegensatz dazu werden Waffen, die Bodenziele in erster Linie durch Schießen im indirekten Richten bekämpfen können, als Artillerie bezeichnet.

## Technik

### Fahrwerk
Schützenpanzer sind für gewöhnlich Kettenfahrzeuge; es gibt aber auch solche mit gummibereiften Rädern. Diese sind meist schneller als Schützenpanzer mit Kettenantrieb, besitzen dafür aber eine etwas schlechtere (wenn auch immer noch gute) Geländegängigkeit. Bei modernen Schützenpanzern hat sich der vorn angeordnete Motor durchgesetzt, der den Einbau von Türen oder Rampen im Heck des Fahrzeuges erlaubt. Dies ermöglicht das geschützte Verlassen des Fahrzeuges. An den Motorraum schließt sich der Kampfraum an. Die Bewaffnung wird meist in einem Drehturm bzw. einer Waffenplattform zusammengefasst. Im hinteren Kampfraum finden die Infanteristen Platz. In vielen Fällen sind die Sitzbänke so angeordnet, dass die Infanteristen aufgesessen das Feuer aus ihren Handwaffen führen können. Bei drei- und vierachsigen Radpanzern sind mehrere Achsen als Lenkachsen ausgeführt, um einen geringen Wendekreis zu erreichen. Moderne Schützenpanzer sind in vielen Fällen Teile einer Fahrzeugfamilie, identische oder ähnliche Baugruppen und Komponenten werden dabei in vielen Fahrzeugen genutzt. Schützenpanzer haben im Allgemeinen hohe Fahrleistungen und erreichen Geschwindigkeiten von bis zu 85 km/h bei einer Reichweite von ca. 200 – 450 km.

### Schutz
Als Panzerung kommt meist eine Stahlpanzerung zum Einsatz, die bei modernen Fahrzeugen durch eine Verbundpanzerung sowie aktive und weitere passive Elemente ergänzt werden kann. Die Grundpanzerung hat eine Stärke von ungefähr 30 mm und mehr und ist damit stärker als die von gepanzerten Mannschaftstransportwagen. Einer weiteren Erhöhung der Panzerung sind jedoch gewichts- und größenmäßige Grenzen gesetzt, wenn Schützenpanzer mit Flugzeugen oder im Bahntransport verlegt werden sollen. Bei modernen Schützenpanzern wird daher die Grundpanzerung bedrohungsabhängig durch zusätzliche Elemente ergänzt. Angestrebt und auch erreicht wird bei neueren Fahrzeugen Sicherheit gegen Beschuss mit mittleren Kalibern sowie gegen Einwirkung von Artilleriesplittern (155 Millimeter) und Bomblets. Besonderer Wert wird in neuerer Zeit auf den Schutz vor Minen gelegt. Wie alle modernen Panzerfahrzeuge haben auch die Schützenpanzer eine ABC-Schutzausstattung.

### Bewaffnung
Als Bewaffnung werden schnellfeuernde Maschinenkanonen im Kaliber von zwanzig bis vierzig Millimeter in die Fahrzeuge eingerüstet. Bei modernen Fahrzeugen sind Nebelmittelwurfanlagen vorhanden. Die Bewaffnung wird im Regelfall in einem Drehturm installiert. Bei modernen Fahrzeugen zeichnet sich ein Trend zu fernbedienbaren Waffenanlagen ab. Meist sind weiterhin Granatmaschinenwaffen eingerüstet oder können installiert werden. Generell sind die Waffenanlagen stabilisiert, um auch während der Fahrt eine hohe Trefferwahrscheinlichkeit zu ermöglichen.
Zwar sind Schützenpanzer im Vergleich zu den modernen Kampfpanzern wesentlich schwächer bewaffnet und gepanzert, sie können jedoch auch schwere Panzerabwehrlenkwaffen mit sich führen, die gegenüber Kampfpanzern eine nicht zu unterschätzende Bedrohung darstellen. Die Bewaffnung mit Raketen hat aus Schützenpanzern teilweise auch gefährliche Panzerjäger gemacht, so zerstörte der US-amerikanische M2 Bradley im dritten Golfkrieg im Frühjahr 2003 mehr irakische Panzerfahrzeuge als der Kampfpanzer M1 Abrams.
Der deutsche Marder verfügt beispielsweise über eine 20-mm-Bordmaschinenkanone (BMK) MK 20 Rh 202, ein Turmmaschinengewehr (TMG) MG3 (7,62 mm) und eine Nebelmittelwurfanlage mit sechs Wurfbechern. Optional kann am Turm ein Lenkflugkörper (LFK) Typ MILAN angebracht und verschossen werden. Der amerikanische M2 Bradley besitzt eine 25 mm M242 Bushmaster-MK und Startbehälter für das TOW System.

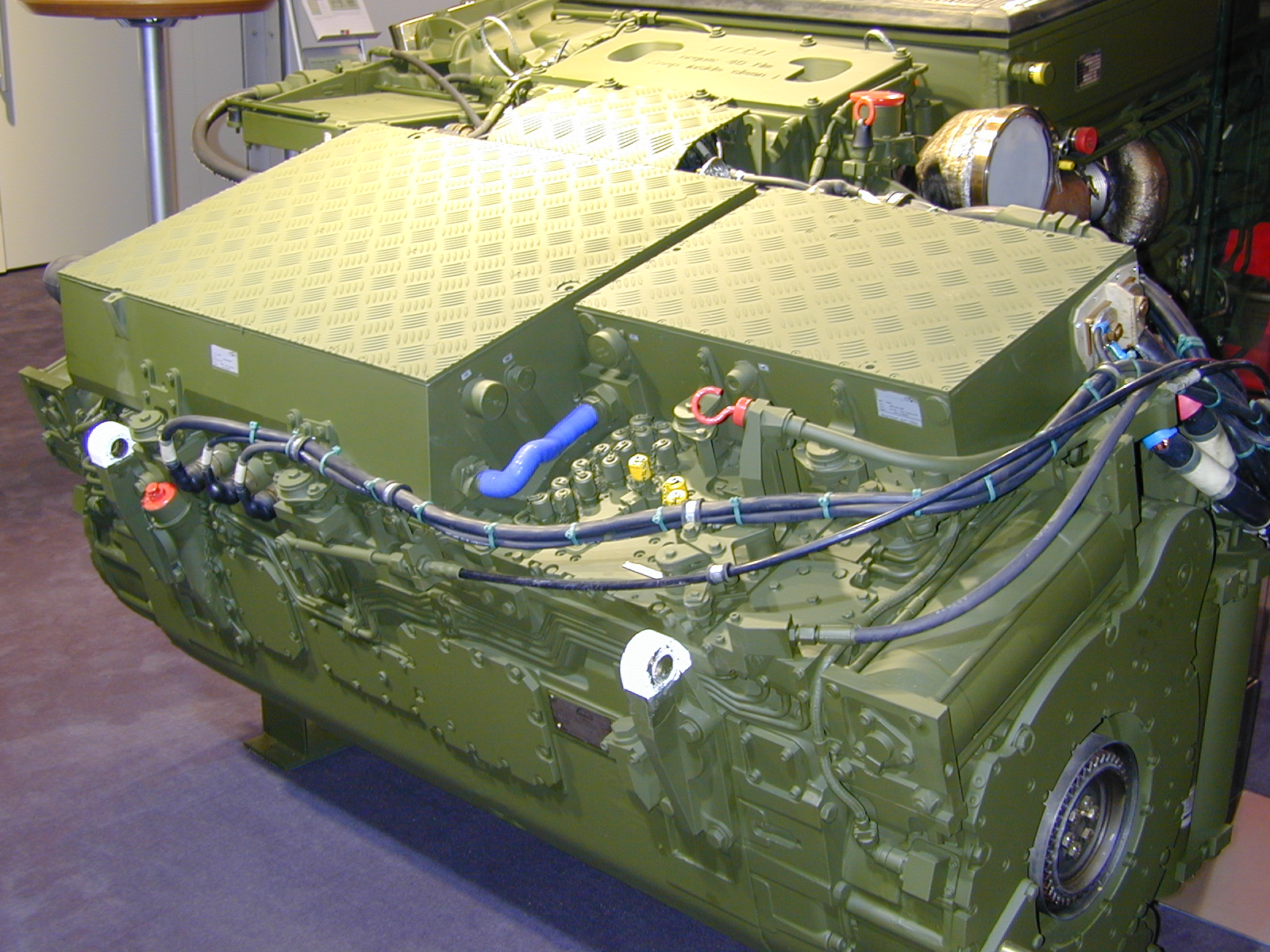
Zehnzylinder-Kompakttriebwerk mit Sechsgang-Wechselgetriebe des SPz Puma
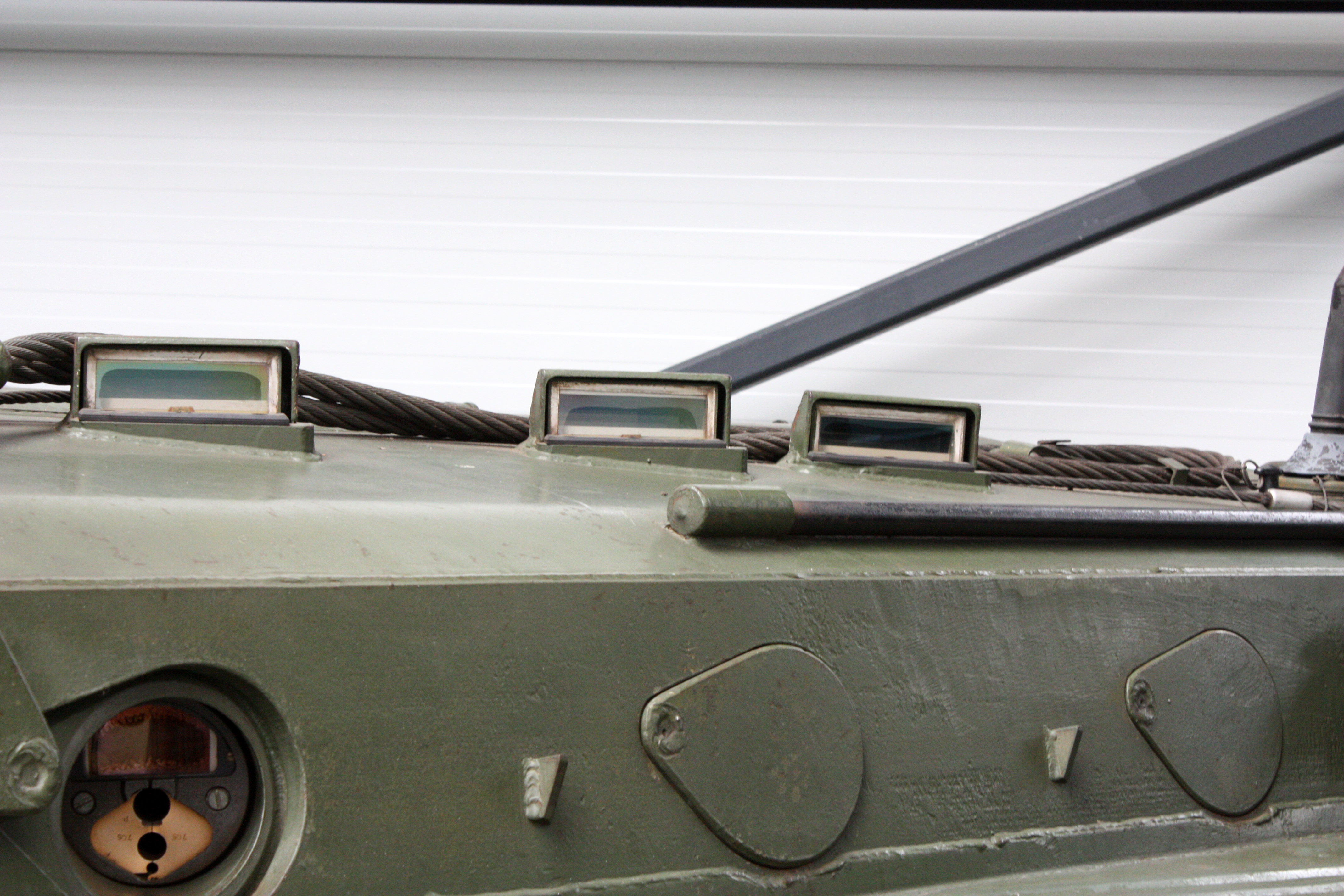
Luken zum Einsatz von Schützenwaffen am BMP-1, darüber Winkelspiegel zur Beobachtung des Gefechtsfeldes
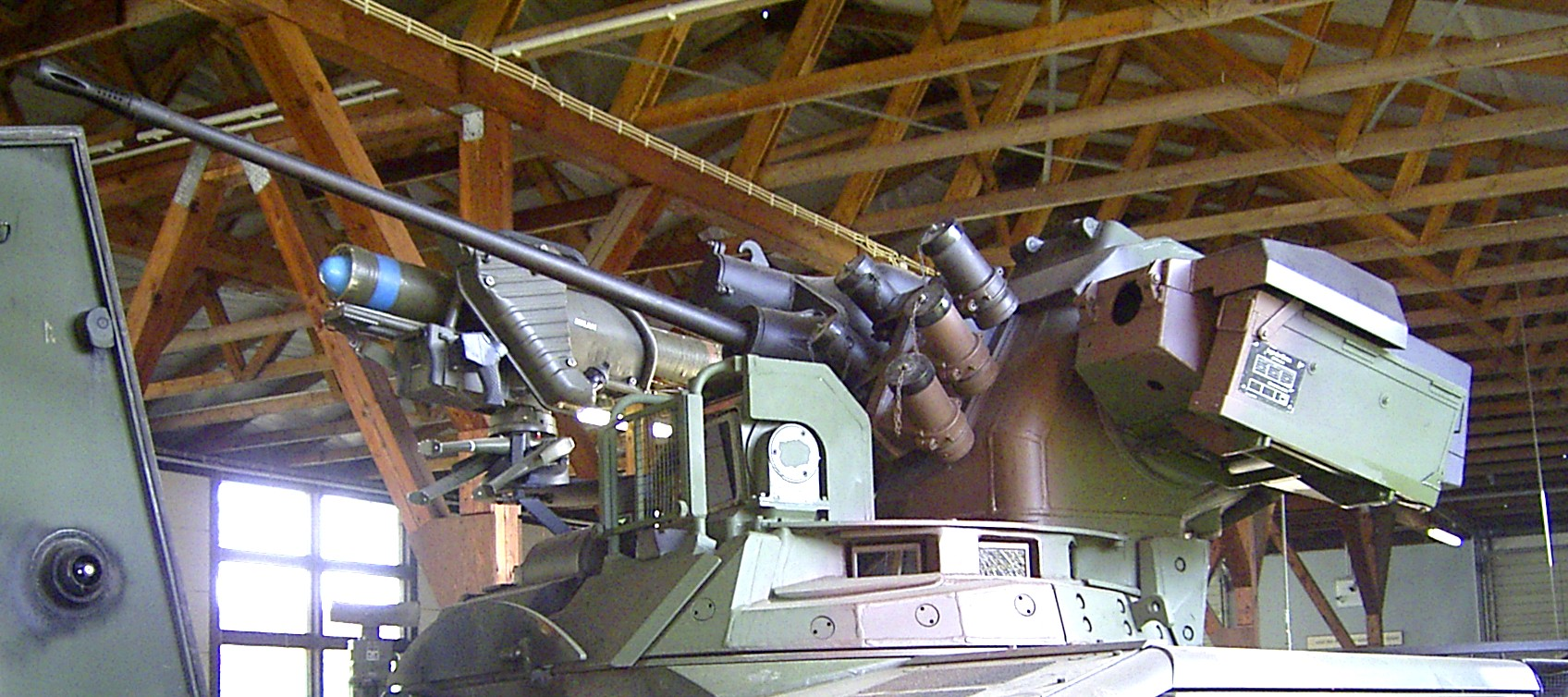
Bordmaschinenkanone, Panzerabwehrlenkflugkörper Milan und Nebelwurfanlage am Turm des Schützenpanzer Marder
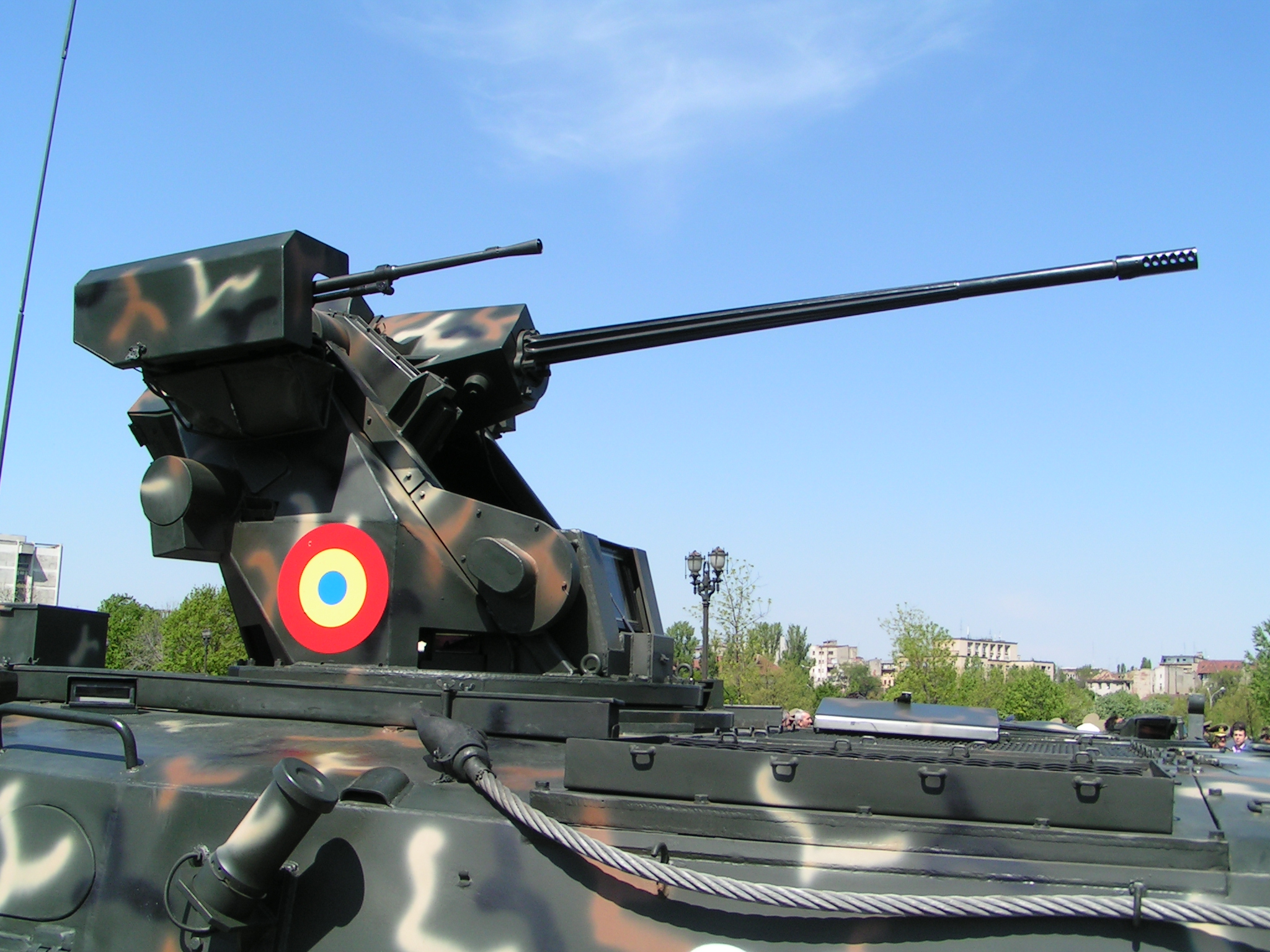
Maschinengewehr und 25-mm-Maschinenkanone des MLI-84 sind in einer Scheitellafette angeordnet
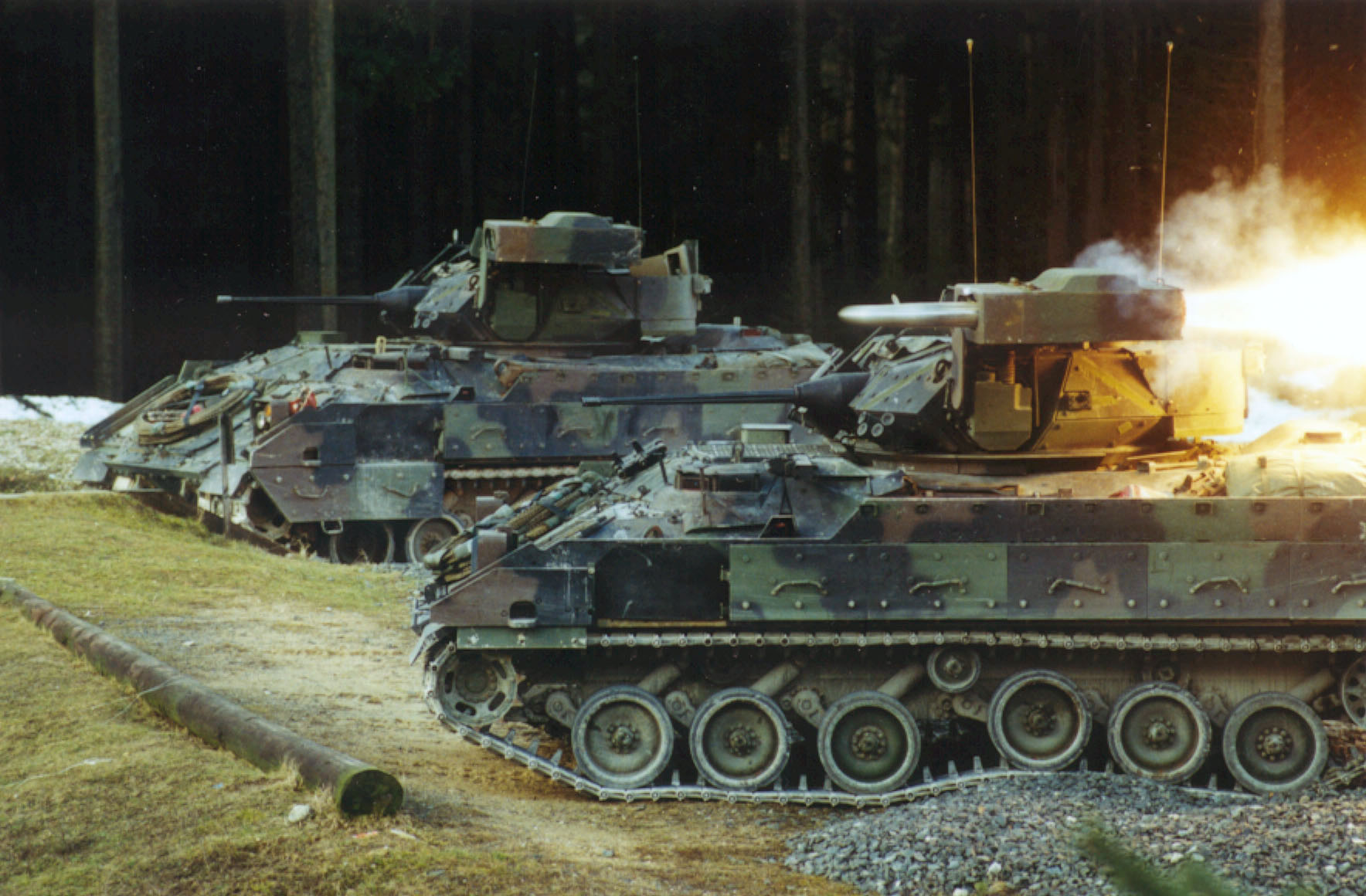
Abschuss einer TOW von einem M2
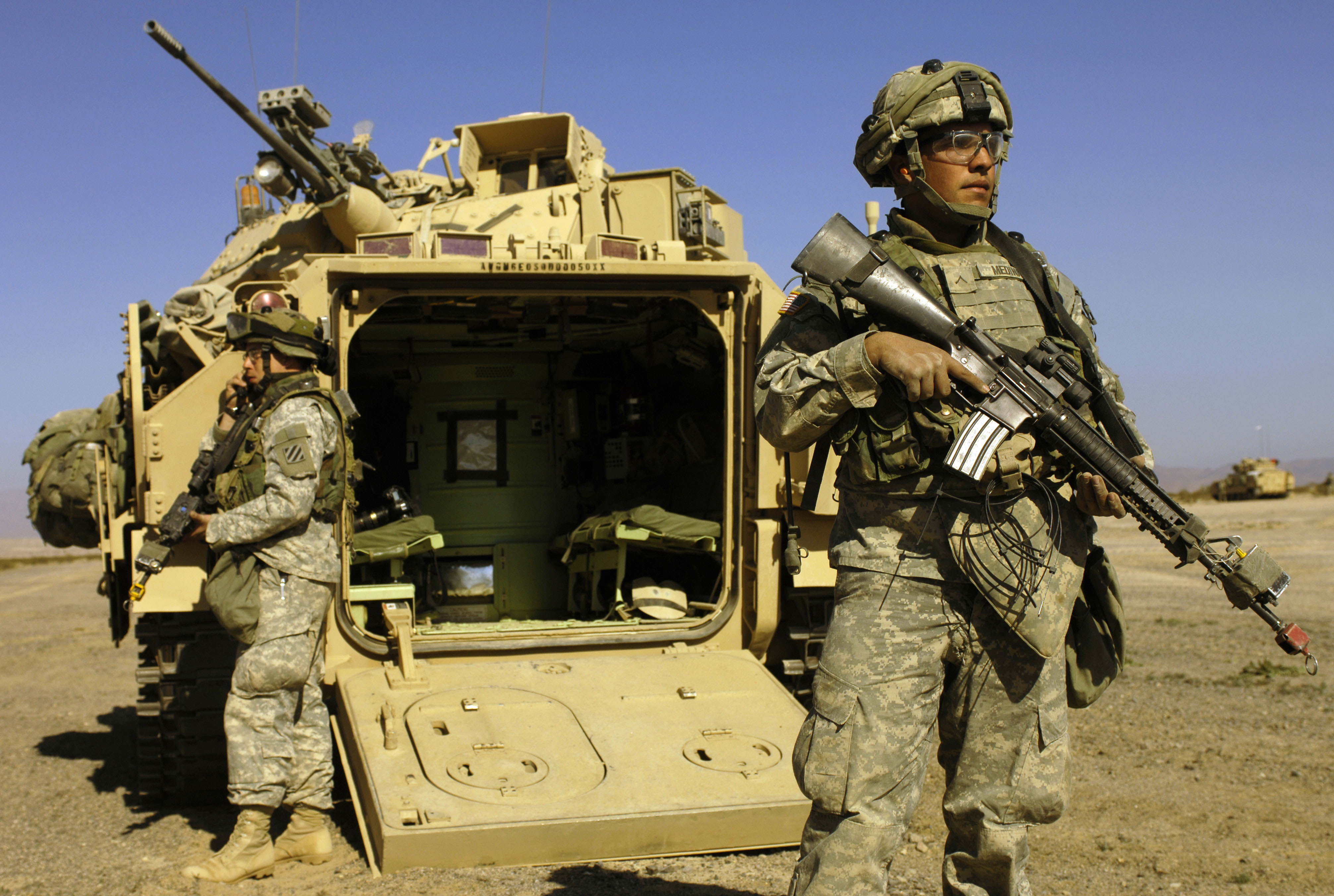
Heckrampe und hinterer Kampfraum des M2
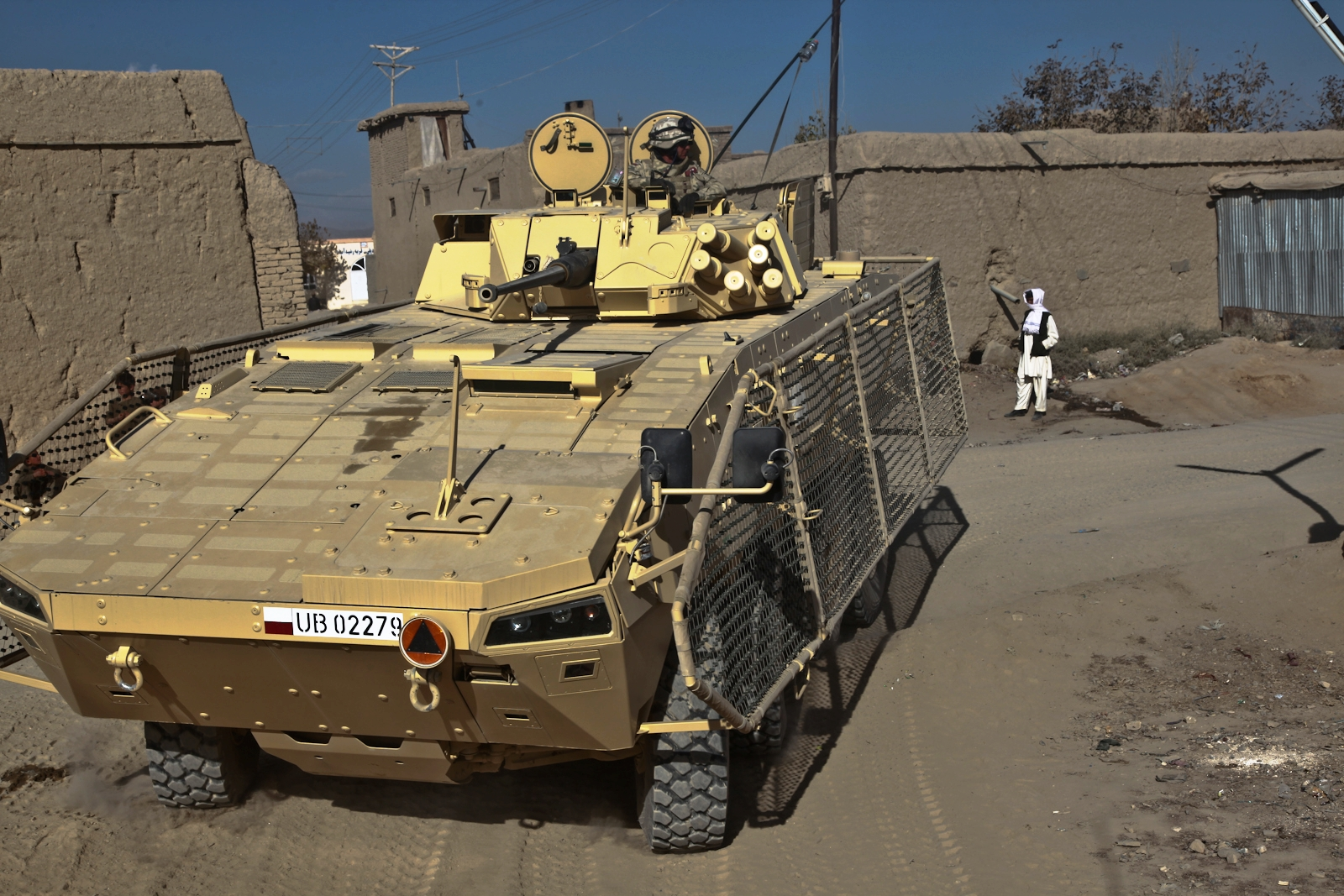
Die zusätzlich angebrachte Käfigpanzerung an diesem polnischen KTO Rosomak soll vor Hohlladungsgranaten schützen

## Einsatz
Der Kampf kann entweder vom Fahrzeug aus (über die Bordwand, aus Luken oder speziellen Feuerblenden heraus) oder abgesessen im rein infanteristischen Kampf stattfinden. Diese Kampfweisen werden als auf- bzw. abgesessener Kampf bezeichnet. Die Anzahl der Soldaten, die den Panzer verlassen können, um den abgesessenen Kampf zu führen, wird als Absitzstärke bezeichnet. Schützenpanzer werden meist im Verbund mit Kampfpanzern zum Gefecht der verbundenen Waffen eingesetzt, dienen aber auch der Unterstützung von Infanterie insbesondere im Kampf gegen Kräfte in der Asymmetrischen Kriegführung.

## Geschichte

### Zweiter Weltkrieg und unmittelbare Nachkriegszeit

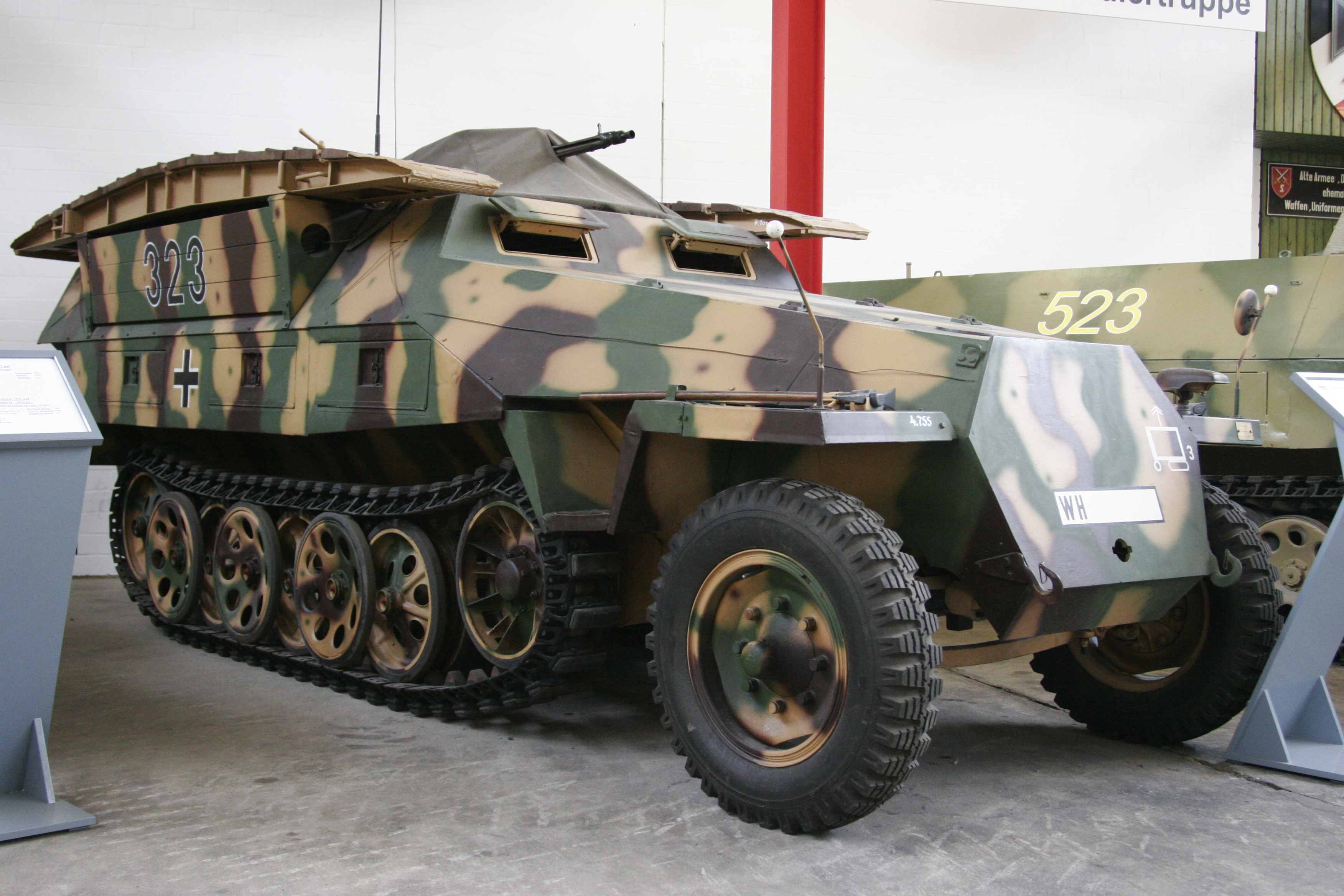
Sd.Kfz. 251 Ausf. 7

Bereits vor dem Zweiten Weltkrieg wurden in verschiedenen Ländern Konzepte für eine bewegliche Gefechtsführung entworfen, die sich auf mechanisierte Kräfte stützte. Während des Krieges entwickelte sich die mechanisierte Infanterie, die gestützt auf gepanzerte Mannschaftstransportwagen im Zusammenwirken mit Panzereinheiten eingesetzt wurde. Typische Vertreter dieser Mannschaftstransportwagen waren der amerikanische M3 und die als Schützenpanzerwagen bezeichneten deutschen Sd.Kfz. 250 und Sd.Kfz. 251. Die Halbkettenfahrzeuge waren ausreichend schnell und geländegängig, um Panzern im Gefecht folgen zu können. Die Panzerung schützte die aufgesessenen Infanteristen vor Handfeuerwaffen und Granatsplittern, die eingerüsteten Maschinengewehre boten ihnen bei abgesessenem Kampf Feuerschutz. Ein aufgesessener Kampf der Infanterie war nicht vorgesehen. Im Lauf des Krieges wurden weitere derartige Fahrzeuge entwickelt, dabei wurden auch nicht mehr benötigte Jagdpanzer und Artillerieträger zu Transportpanzern umgerüstet.
Nach dem Ende des Krieges wurden mit den zahlreich vorhandenen Fahrzeugen die neu aufgebauten Streitkräfte europäischer Staaten ausgerüstet. Teilweise waren diese Fahrzeuge noch im Koreakrieg im Einsatz. Nachdem in den 1940er Jahren noch Halbkettenfahrzeuge entwickelt und gebaut worden waren, setzten sich ab den 1950er Jahren gepanzerte Mannschaftstransportwagen auf Vollketten- bzw. Radfahrgestell durch. An den Einsatzgrundsätzen dieser Fahrzeuge änderte sich zunächst nichts.

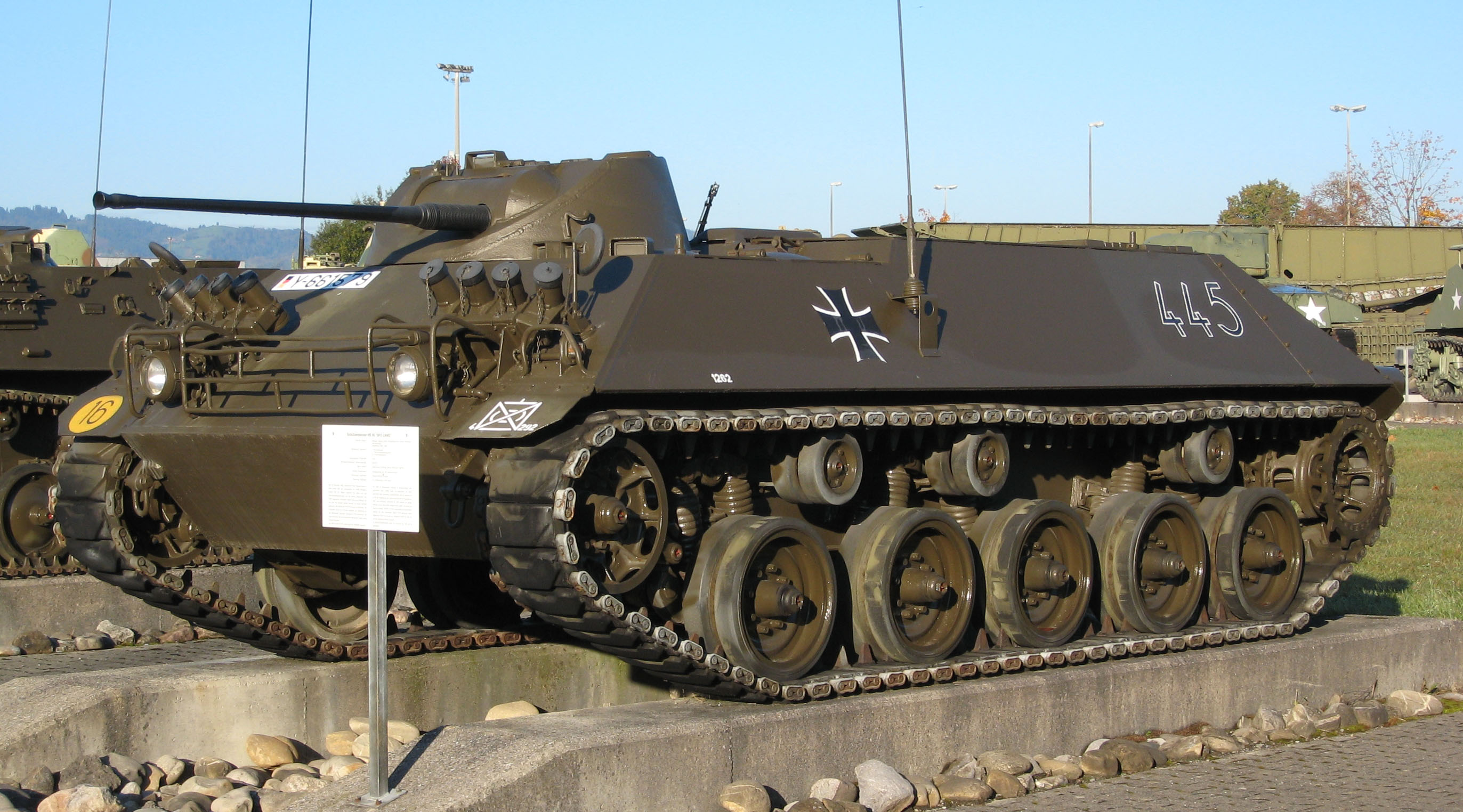
Schützenpanzer lang HS 30

Die Bundeswehr entwickelte die amerikanischen Vorstellungen weiter. Der gepanzerte Mannschaftstransportwagen sollte nicht nur zum Transport der Infanterie dienen, sondern zum Gefechtsfahrzeug weiterentwickelt werden, das auch einen aufgesessenen Kampf der Panzergrenadiere ermöglichte. Der HS 30 wurde nach diesen Vorstellungen entwickelt. Der hintere Kampfraum war geschlossen. Die Panzerung wurde gegenüber herkömmlichen Transportpanzern verstärkt und schützte gegen Geschosse des Kalibers 20 mm. Der HS 30 war deutlich niedriger als vergleichbare westliche Fahrzeuge und war daher auf dem Gefechtsfeld schwerer zu erkennen und zu bekämpfen. Erstmals kam bei einem derartigen Fahrzeug eine Maschinenkanone zum Einsatz, die auch zum Kampf gegen Hubschrauber, Panzerabwehrwaffen und leicht gepanzerte Fahrzeuge geeignet war. Der HS 30 erfüllte jedoch nicht alle Anforderungen. Da der Motor im Heck untergebracht war, musste die Besatzung im hinteren Kampfraum im Gefecht über die Seitenwände absitzen. Zum Feuerkampf vom Fahrzeug mussten die Dachluken geöffnet werden. Dies erschien problematisch, da in einem Krieg vom Einsatz von nuklearen, chemischen und biologischen Waffen ausgegangen werden musste. Daneben wies das Fahrzeug zahlreiche konstruktive Mängel auf, so dass die Fahrzeuge nach gut zehnjähriger Dienstzeit ab 1971 außer Dienst gestellt wurden.

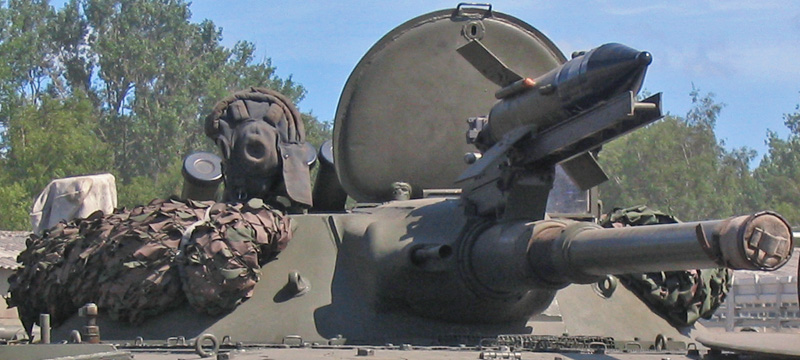
Turm des BMP-1 mit 73-mm-Kanone, Maschinengewehr und Panzerabwehrlenkrakete

Auch in der Sowjetunion setzte man sich mit dem Konzept eines Gefechtsfahrzeuges für die Infanterie auseinander. Im Ergebnis verschiedener Entwicklungen wurde 1966 der BMP-1 in die Bewaffnung der Sowjetarmee übernommen. Für ähnliche Anforderungen wie der HS 30 konstruiert, wies er jedoch zahlreiche Neuerungen auf. Die aufgesessenen Infanteristen konnten aus dem geschlossenen Fahrzeug das Gefechtsfeld über Winkelspiegel beobachten und den Feuerkampf mit ihren Schützenwaffen durch verschließbare Luken führen. Da der Motor im Bug des Fahrzeuges untergebracht war, konnten sie das Fahrzeug über zwei große Türen im Heck verlassen. Neuartig war auch die Fähigkeit der Panzerbekämpfung. Mit der aus der SPG-9 entwickelten rückstoßfreien 73-mm-Glattrohrkanone 2A28 konnten Hohlladungsgranaten verschossen werden, die eine Panzerung in der Stärke von 280 bis 350 mm durchschlugen. Dies war mehr als die Stärke der Frontpanzerung der von der NATO zu Beginn der 1970er Jahre eingesetzten Kampfpanzer. Daneben konnten mit der Kanone auch Splittersprenggranaten zum Kampf gegen weiche und halbharte Ziele verschossen werden. Für die Feuerunterstützung im Nahbereich war ein achsparallel zur Kanone montiertes Maschinengewehr PK vorhanden. Herausragendste Neuigkeit war jedoch die Möglichkeit zum Einsatz von Panzerabwehrlenkflugkörpern. Von der oberhalb der Kanone montierten Startvorrichtungen konnten die Lenkflugkörper 9M14 des Panzerabwehrlenkraketenkomplexes 9K11 Maljutka verschossen werden, die Panzerungen bis zu einer Stärke von 400 mm durchschlugen. Die Panzerung schützte frontal gegen Geschosse des Kalibers 23 Millimeter aus 500 m Entfernung, rundum war ein Schutz gegen Geschosse des Kalibers 7,62 mm gegeben. Das Fahrzeug besaß einen hermetisierbaren Kampfraum und schützte die Besatzung für begrenzte Zeit vor radioaktiv, chemisch und biologisch (bakteriologisch) verseuchter Außenluft. Mit dem BMP-1 stand der Sowjetarmee und den verbündeten Streitkräften ein bewegliches, vergleichsweise stark gepanzertes Fahrzeug zur Verfügung, dessen Feuerkraft die der westlichen Transportpanzer zur damaligen Zeit deutlich überstieg und zum Kampf gegen Panzer in der Lage war. Mit der Einführung der 20×139-mm-Munition Ende der 1970er Jahre bei der NATO reichte die Panzerung des BMP nicht mehr aus. Diese Wuchtgeschosse konnten die Panzerung des BMP-1 auf 800 bis 1000 m Entfernung durchschlagen. Praktisch hatte sich auch schon im Yom-Kippur-Krieg gezeigt, dass die Panzerung von 12,7-mm-Geschossen durchschlagen werden konnte. Als problematisch hatte sich auch die Glattrohrkanone erwiesen. Für eine wirksame Feuerunterstützung war der mitgeführte Kampfsatz an Splittersprenggranaten zu gering, im Kampf gegen gepanzerte Ziele waren die Hohlladungsgranaten konzeptionsbedingt sehr windanfällig, was auf größere Entfernungen die Trefferwahrscheinlichkeit stark reduzierte. Beim BMP-2 wurde sie daher durch die 30-mm-Maschinenkanone 2A42 ersetzt, die durch die hohe Kadenz eine wirksame Feuerunterstützung und durch den großen vertikalen Richtbereich auch den Kampf gegen Luftziele ermöglicht. Hauptwaffe zum Kampf gegen Panzer wurden die Panzerabwehrlenkflugkörper. Die 9M14 wurde beim BMP-1P durch die 9M111 des Panzerabwehrlenkraketenkomplexes 9К111 Fagot ersetzt, beim BMP-2 durch die 9M114 Kokon des Komplexes 9K113 Konkurs. Trotz aller Mängel waren der BMP-1 und BMP-2 richtungsweisende Konstruktionen für die Entwicklung von Schützenpanzern.

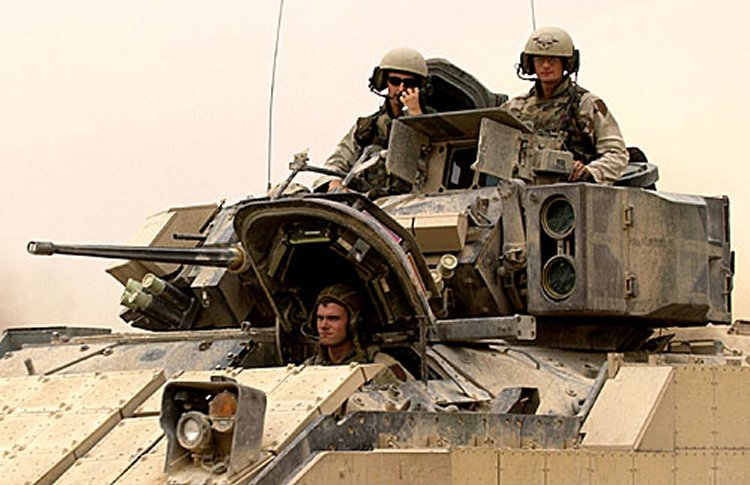
Waffenanlage des M2A2 Bradley

Ebenfalls zu Beginn der 1960er Jahre begann in den USA die Entwicklung eines modernen Schützenpanzers. Die Entwicklung wurde jedoch durch hohe Anforderungen, aber auch durch technische Probleme und Kürzung von Haushaltsmitteln nachhaltig verzögert. Der im Rahmen des Mechanized Infantry Combat Vehicle-Programms 1965 in fünf Prototypen gebaute XM701 (auch als MICV-65 bezeichnet) wurde nicht weiterentwickelt, da er für den Transport sowohl in der Lockheed C-130 als auch der Lockheed C-141 zu groß und zu schwer war. Auch der 1967 von der Food Machinery Corporation (FMC) vorgestellte XM765 wurde von der US Army abgelehnt, war aber immerhin Basis für das im Export erfolgreiche Advanced Infantry Fighting Vehicle. 1972 erhielt schließlich die Ordnance Division von FMC den Auftrag für die Entwicklung eines neuen Schützenpanzers. Aus dem Projekt XM723 ging schließlich der M2/M3 Bradley hervor. Von Anfang an war dabei die Entwicklung eines Schützen- und eines Spähpanzers geplant, die technisch weitgehend identisch aufgebaut sein sollten. Konzeptionell lehnte sich das Fahrzeug eng an den BMP an. Auch hier bestand die Bewaffnung aus Panzerabwehrlenkflugkörpern, einer Maschinenkanone und einem Maschinengewehr. Ebenso wie beim BMP konnte die Besatzung das Gefechtsfeld aus dem hinteren Kampfraum beobachten und den Feuerkampf vom Fahrzeug aus führen. Die 25-mm-Kanone M242 Bushmaster ist jedoch deutlich leistungsfähiger als ihr sowjetisches Gegenstück. Bei der Panzerung wurden mit einer Verbundpanzerung konstruktiv neue Wege beschritten. Die Grundpanzerung besteht aus Aluminiumlegierungen und bietet im Vergleich zu einer Stahlpanzerung gleicher Stärke nur einen geringeren Schutz. Seitlich wird der M2/M3 daher durch eine zusätzliche Schottpanzerung aus Panzerstahl geschützt, der Turm besteht ebenfalls aus einer Aluminiumkonstruktion mit aufgenieteten Stahlplatten. Bei weiteren Versionen wurde die Panzerung nochmals verstärkt.
Der 1963 eingeführte britische FV 432 ist konstruktiv eigentlich ein Transportpanzer und war ursprünglich nur mit einem 7,62-mm-MG bewaffnet. In der Ausführung AFV 432 RARDEN war er jedoch mit der gleichnamigen 30-mm-Kanone ausgerüstet. Von dieser Ausführung wurden jedoch nur wenige Fahrzeuge für die Berlin Brigade gebaut. Erst der 1985 eingeführte Warrior erfüllte die Anforderungen an einen modernen Schützenpanzer. Konzeptionell näherte er sich stark an amerikanische bzw. sowjetische Schützenpanzer an, auf die Möglichkeit des Einsatzes von Panzerabwehrlenkflugkörpern wurde jedoch verzichtet. Da britische Einsatzgrundsätze einen aufgesessenen Kampf der Infanterie nicht vorsehen, wurde auf Luken für Schützenwaffen verzichtet. Diese sind bei modernen Fahrzeugen grundsätzlich problematisch, da sie das Anbringen zusätzlicher Panzerelemente erschweren. Bei modernen Konstruktionen und Kampfwertsteigerungen wird daher zunehmend auf diese verzichtet bzw. ihre Zahl eingeschränkt.

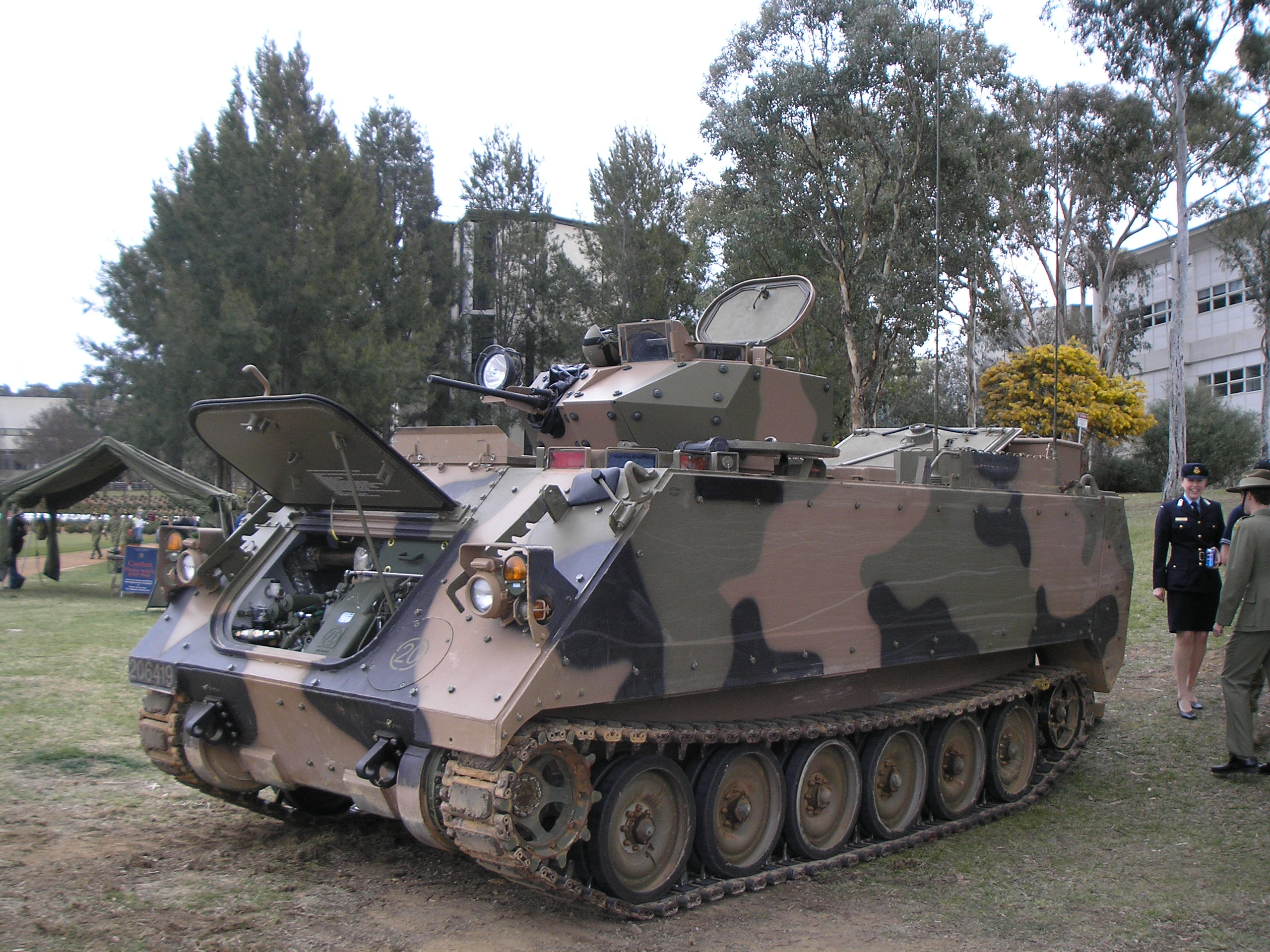
M113AS4

Auch weitere in den 1970er und 1980er Jahren entwickelten Schützenpanzer wie der AMX-10P, der VCC-80, der SPz Marder oder der MOWAG Tornado wurden nach den mittlerweile etablierten Grundsätzen konstruiert. Schützenpanzer hatten sich jedoch mittlerweile zu komplexen und damit auch teuren Waffensystemen entwickelt, so dass auch größere Streitkräfte ihre mechanisierte Infanterie nicht vollständig mit diesen Gefechtsfahrzeugen ausrüsten konnten. Neben ihnen wurden nach wie vor Transportpanzer eingesetzt. Für kleinere Staaten erwies sich die Entwicklung und Produktion derartiger Fahrzeuge als praktisch unmöglich. Daher wurde versucht, herkömmliche Transportpanzer mit einer stärkeren Bewaffnung auszurüsten. Wenn auch der Panzerschutz derartiger Fahrzeuge hohen Anforderungen nicht entsprach, war jedoch eine wirksame Feuerunterstützung möglich. Beispiele sind der norwegische NM-135, die australischen M113AS oder die italienischen VCC-1 und VCC-2 (die von der OSZE allerdings als gepanzerte Mannschaftstransportwagen eingestuft wurden).
Der in den 1980er Jahren entwickelte BMP-3 zeichnet sich durch eine vergleichsweise starke Panzerung und eine Waffenanlage aus, die aus einer 100-mm-Kanone, einer 30-mm-Maschinenkanone, drei Maschinengewehren und einer Nebelwurfanlage besteht. Mit der 100-mm-Kanone können auch Panzerabwehrlenkflugkörper verschossen werden. Da der Motor im Heck angeordnet wurde, müssen die Infanteristen wieder über die Seitenwände absitzen. Diese Entwicklungslinie wurde in anderen Ländern jedoch nicht weiter verfolgt.

### Protokoll des KSE-Vertrages
Das Protokoll über vorhandene Typen konventioneller Waffen und Ausrüstungen führt folgende Schützenpanzer auf:
UdSSR

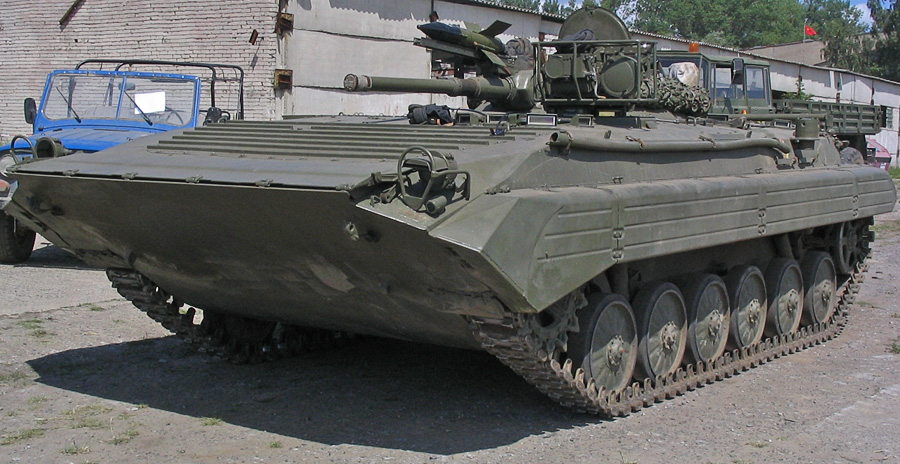
BMP-1/BRM-1
- BMP-2
- BMP-3
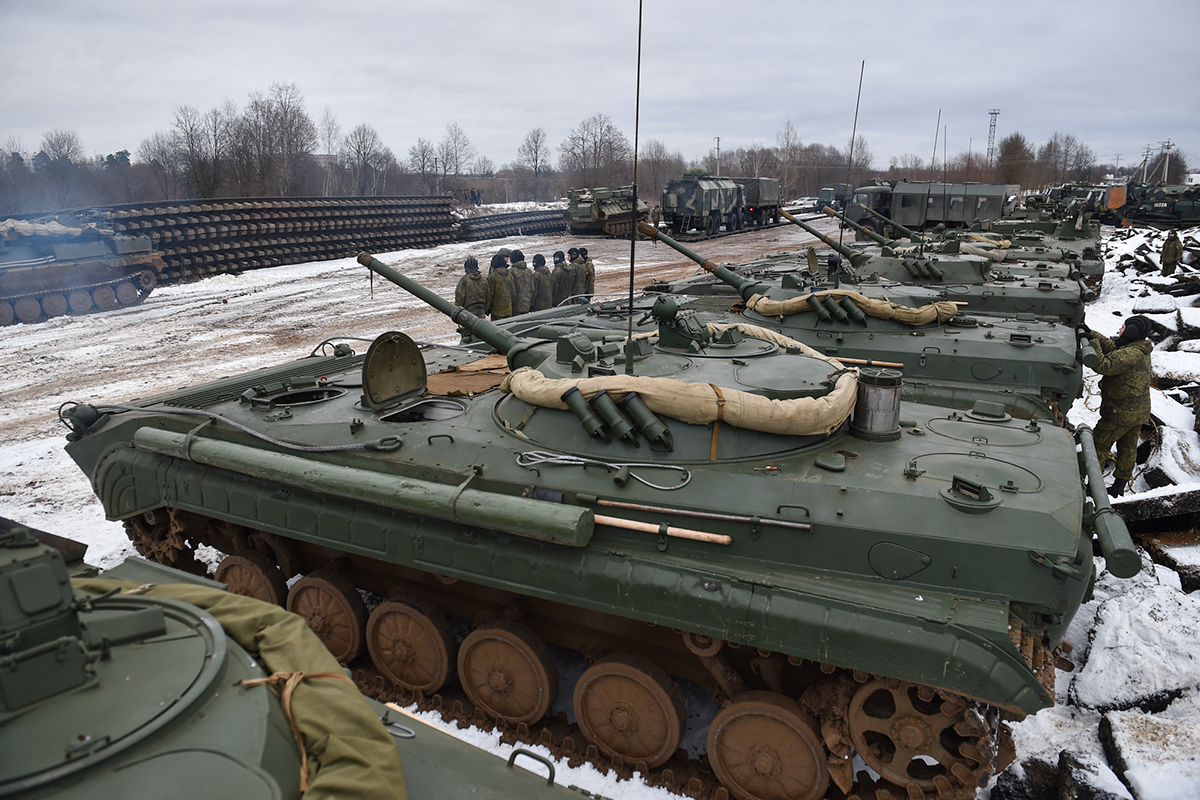
BMD-1
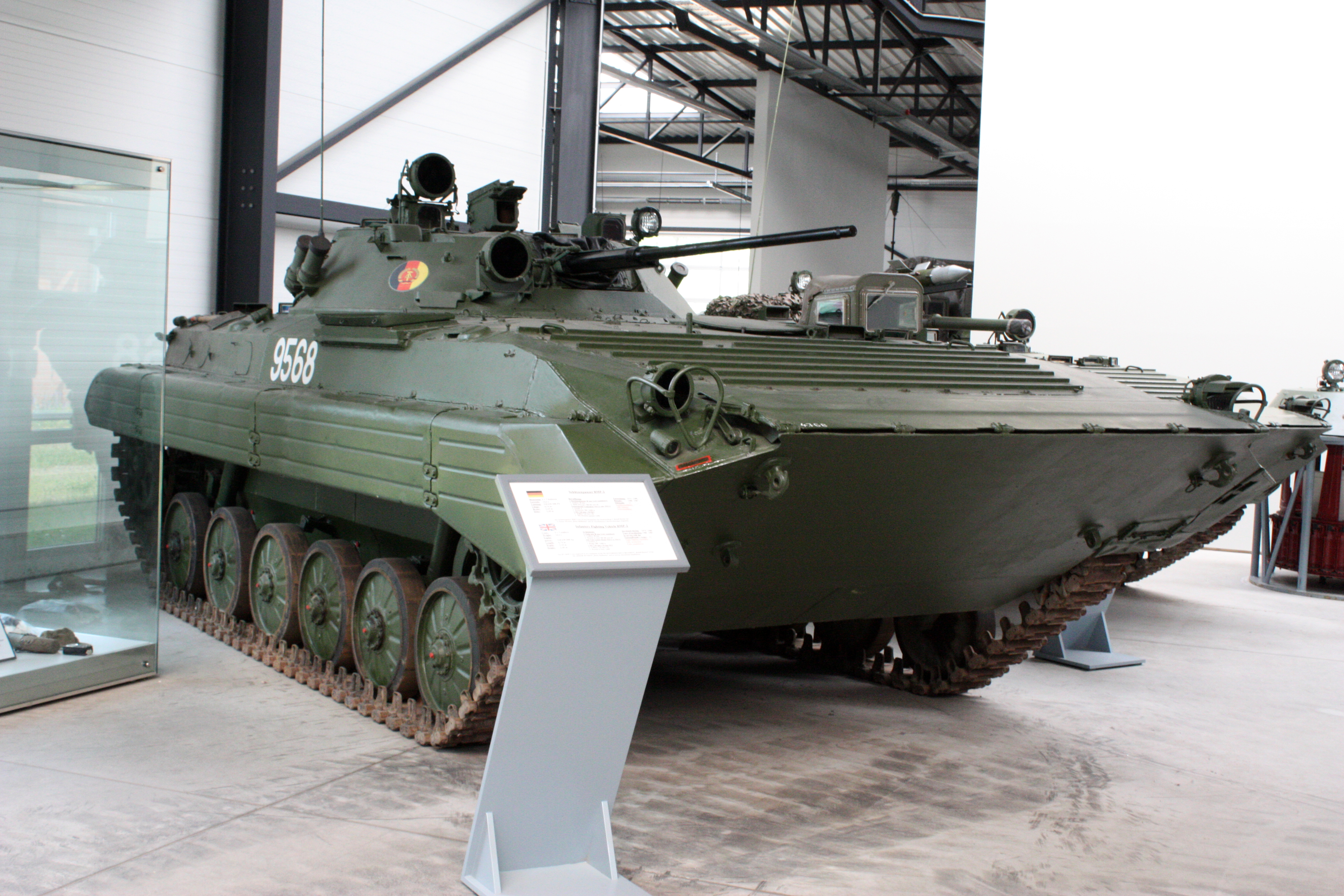
BMD-2
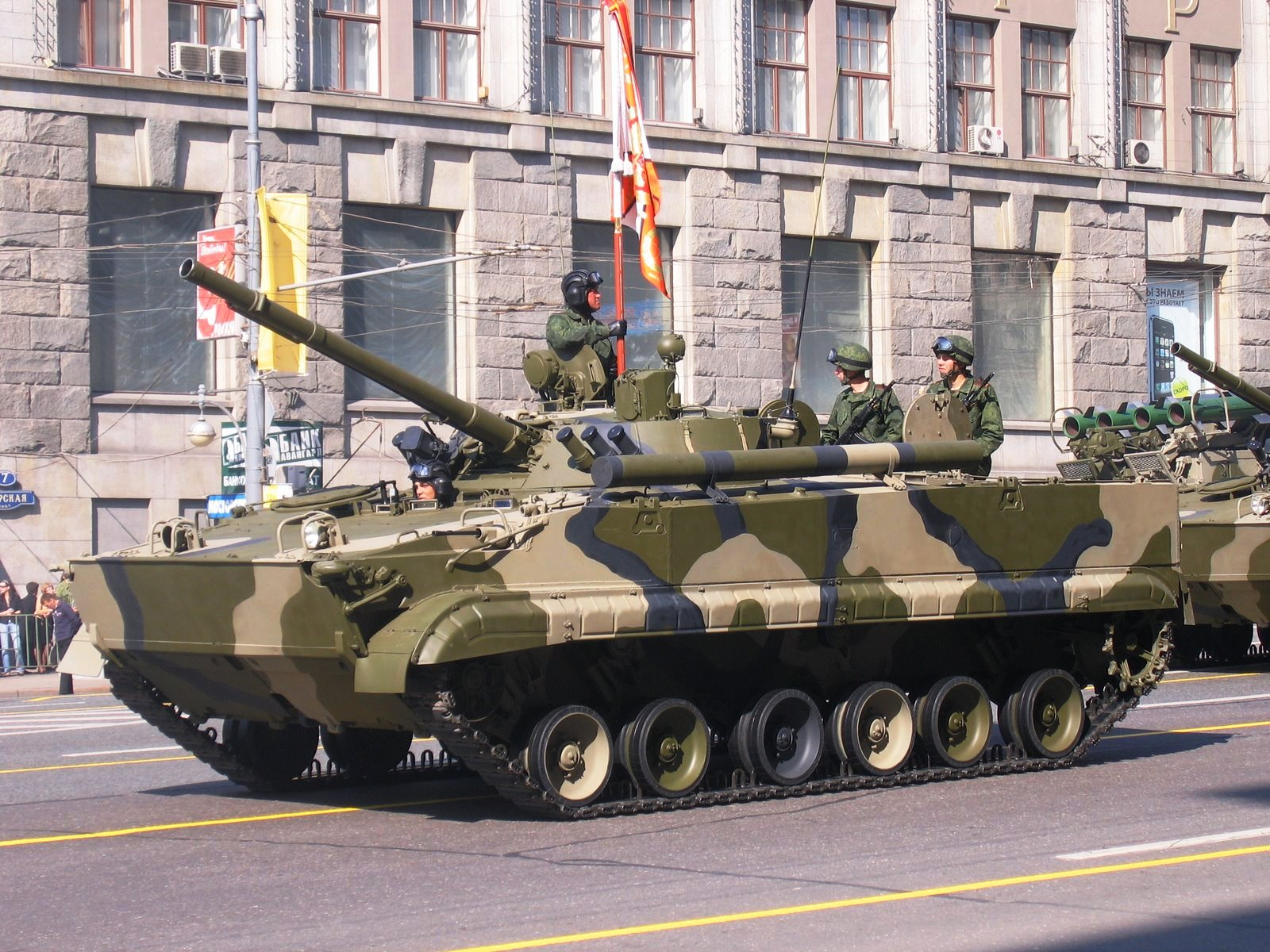
BMP-3
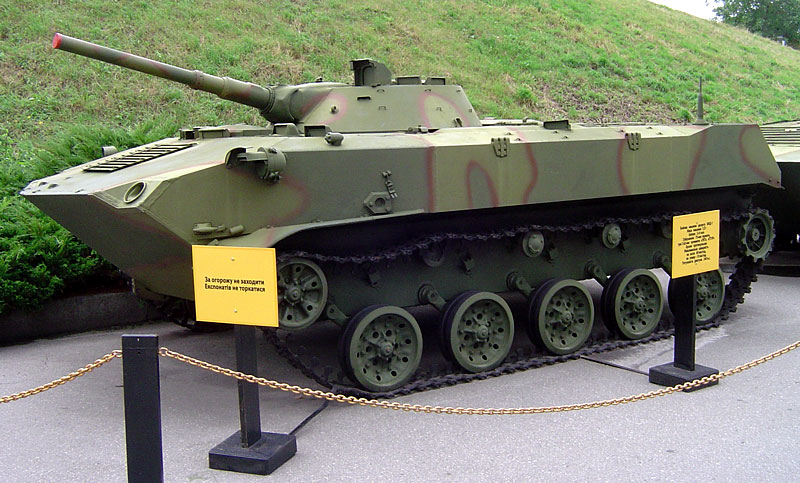
BMD-1
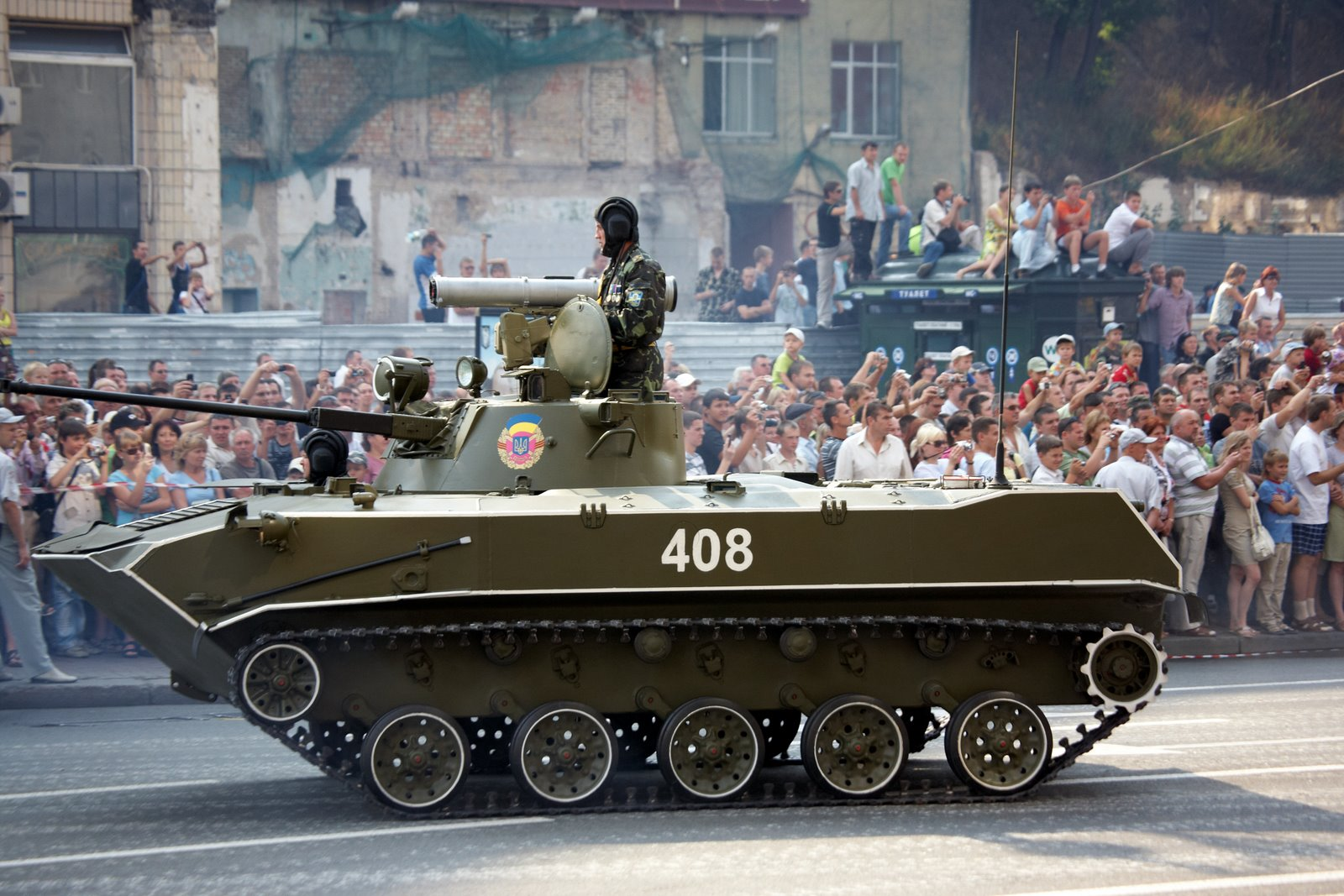
BMD-2
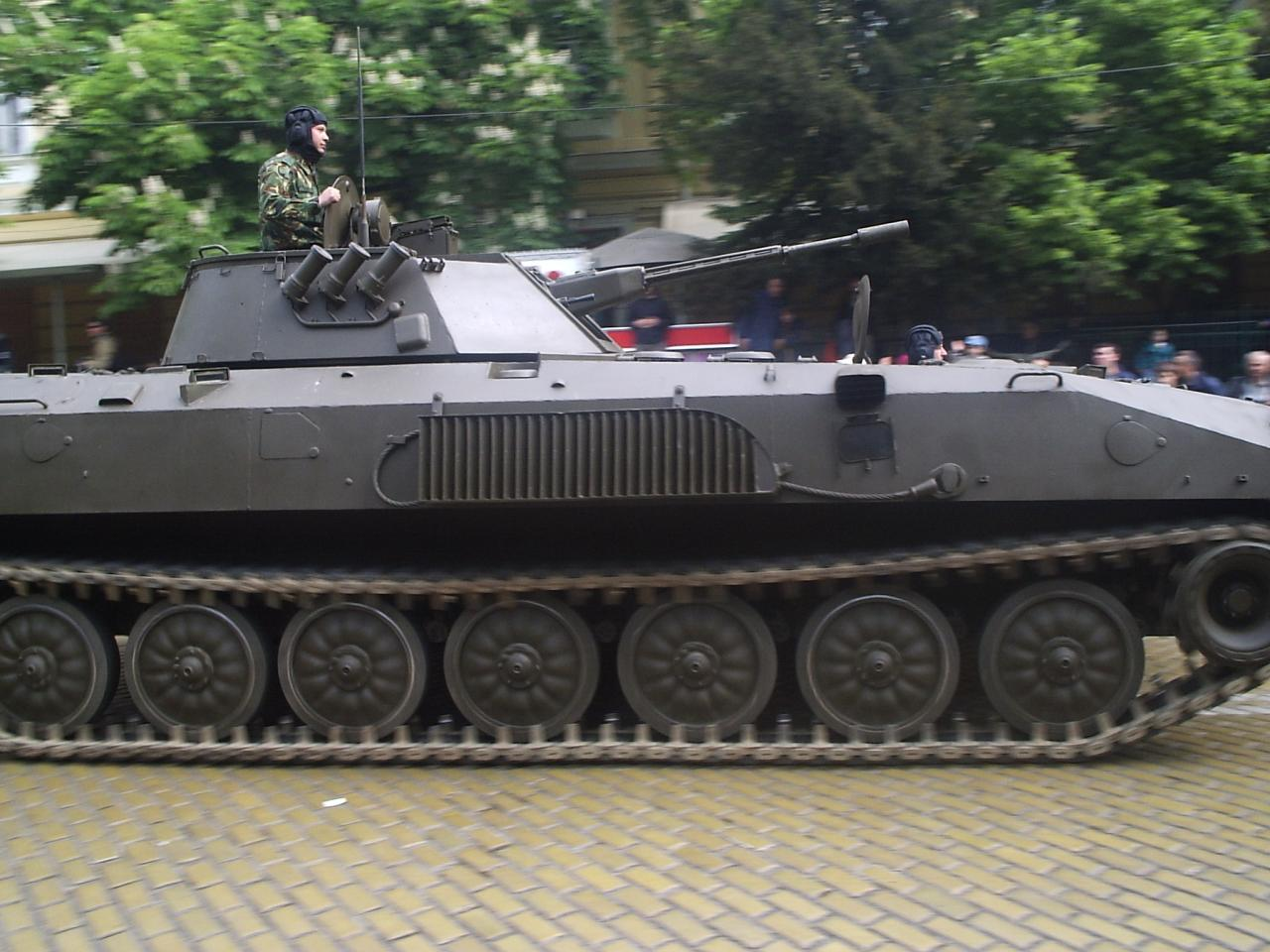
BMP-23
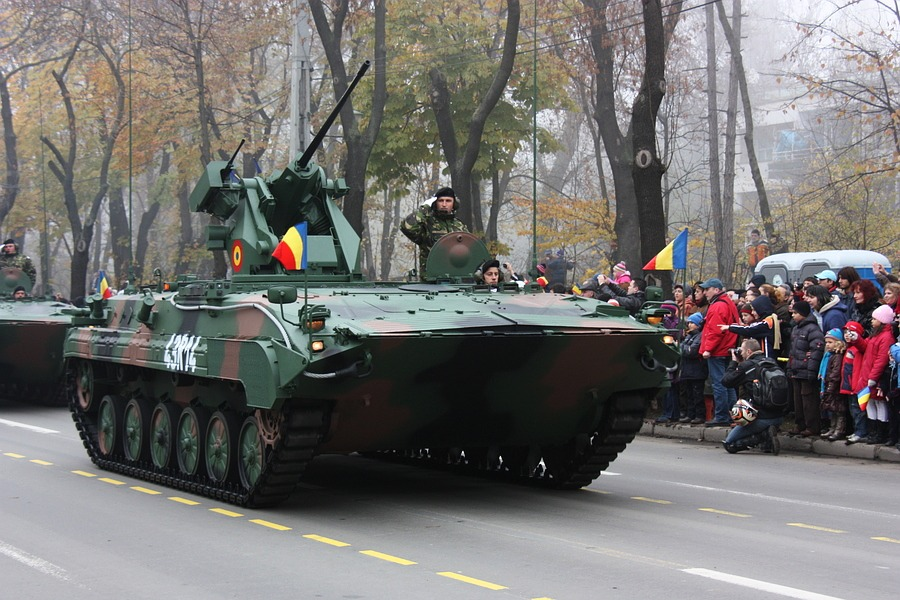
MLI-84
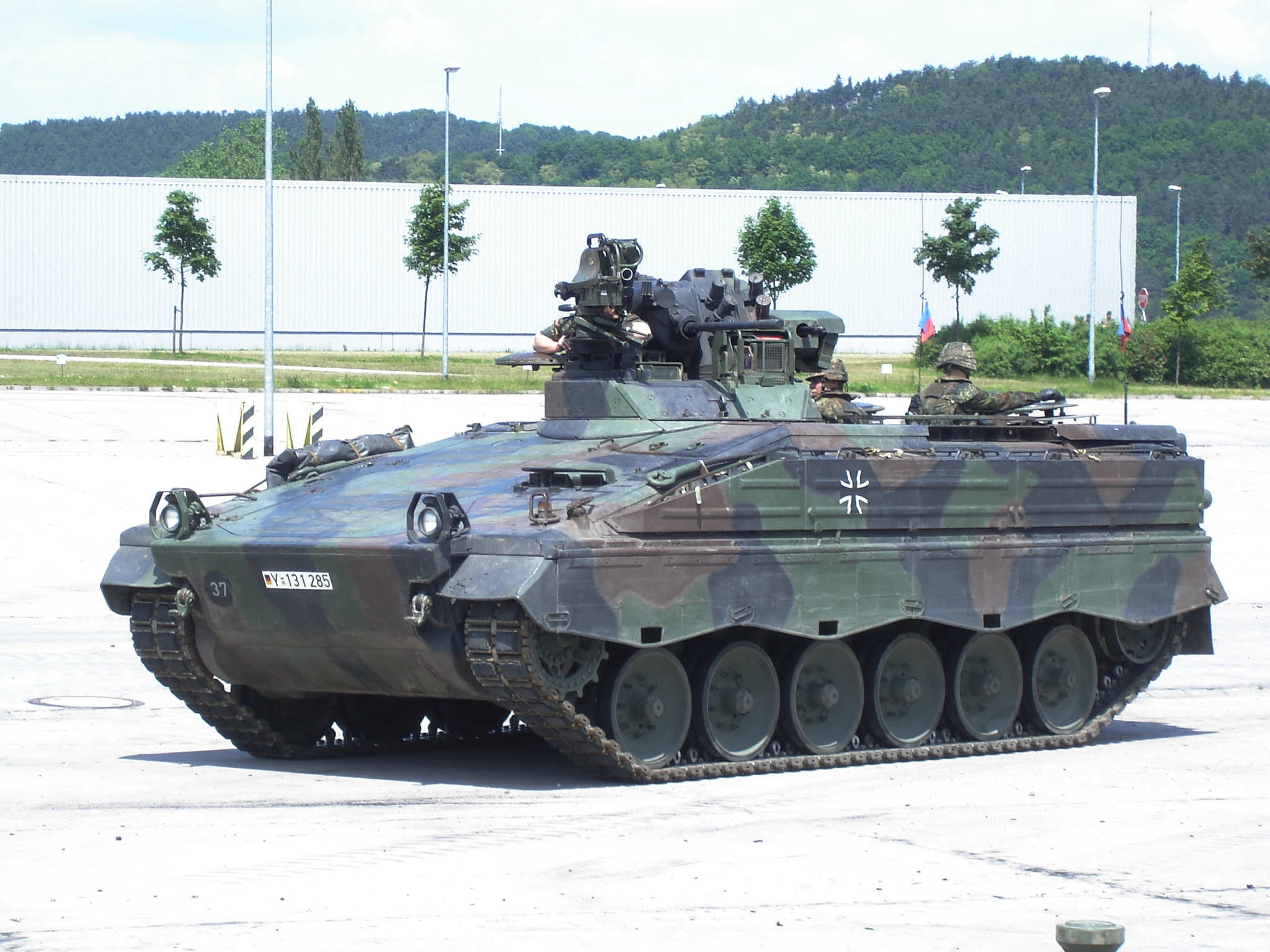
Marder
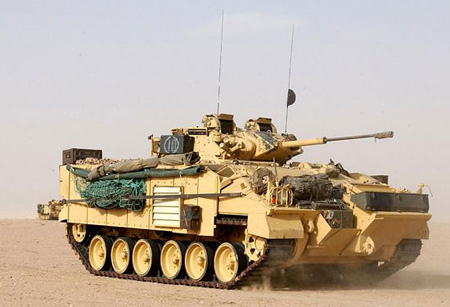
Warrior
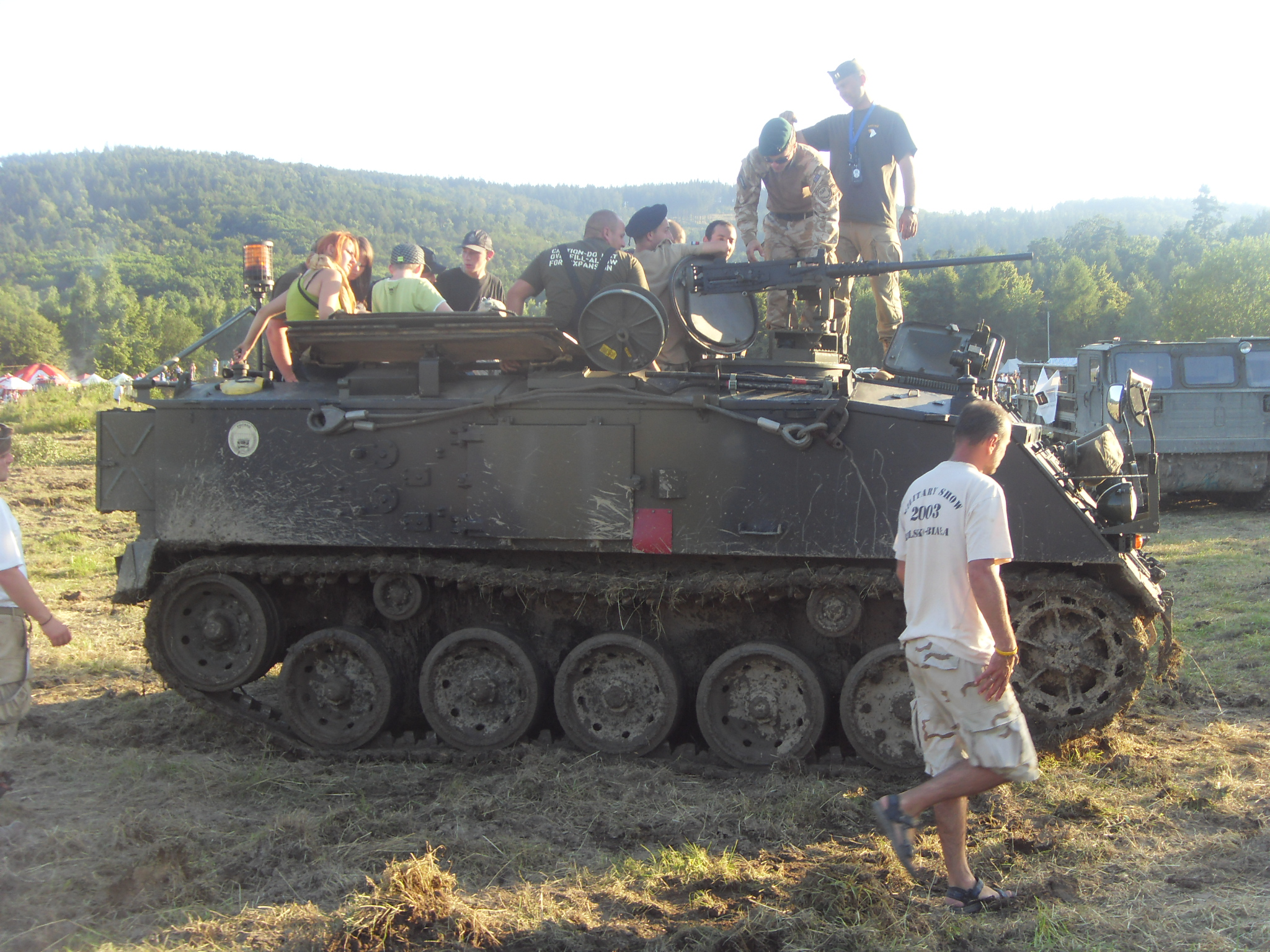
AFV-432 Rarden
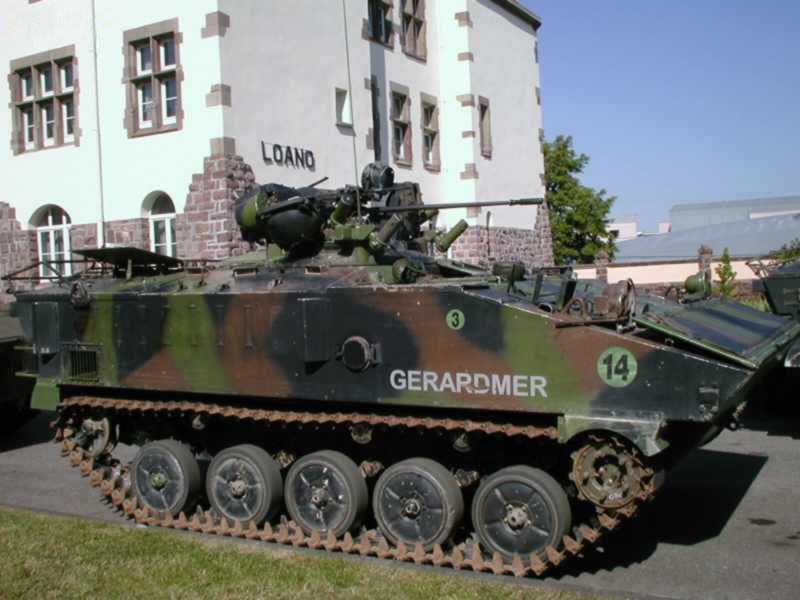
AMX-10P
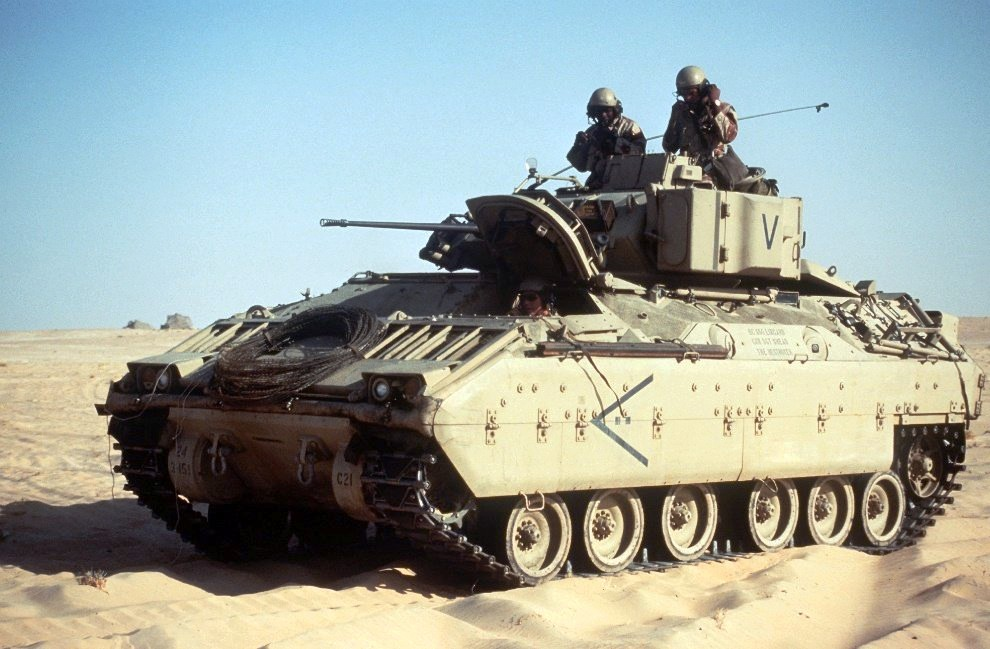
M2 Bradley
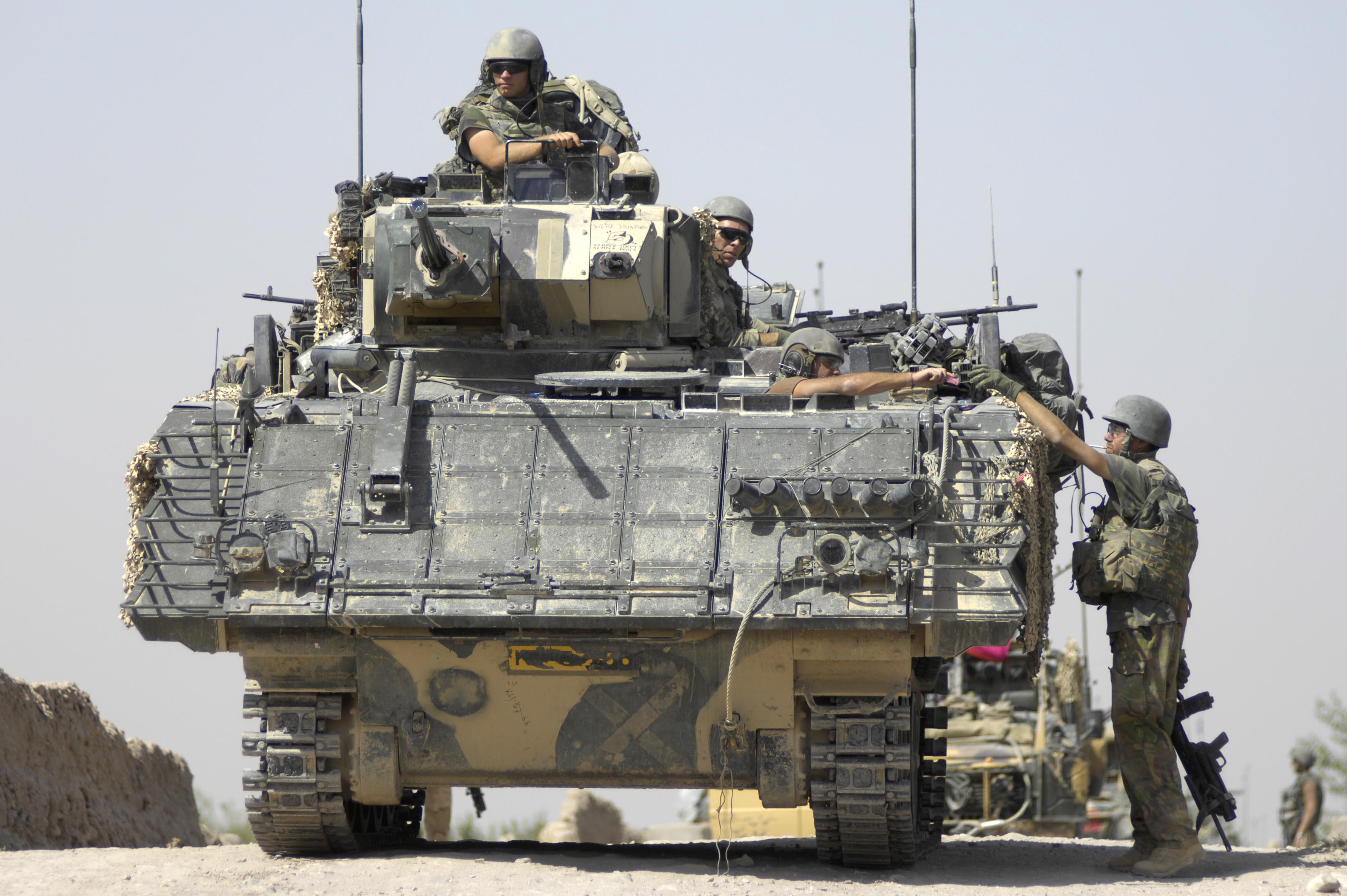
YPR-765 (25 mm)

Bulgarien
- BMP-23

Rumänien
- MLI-84

Bundesrepublik Deutschland
- Marder

Vereinigtes Königreich
- Warrior
- AFV-432 Rarden

Frankreich
- AMX-10P

USA
- M2/M3 Bradley

Niederlande
- YPR-765 (25 mm)

Norwegen
- NM-135[13]

- BMP-1
- BRM-1
- BMP-2
- BMP-3
- BMD-1
- BMD-2
- BMP-23
- MLI-84
- Marder
- Warrior
- AFV-432 Rarden
- AMX-10P
- M2 Bradley
- YPR-765 (25 mm)

### Entwicklung nach 1990

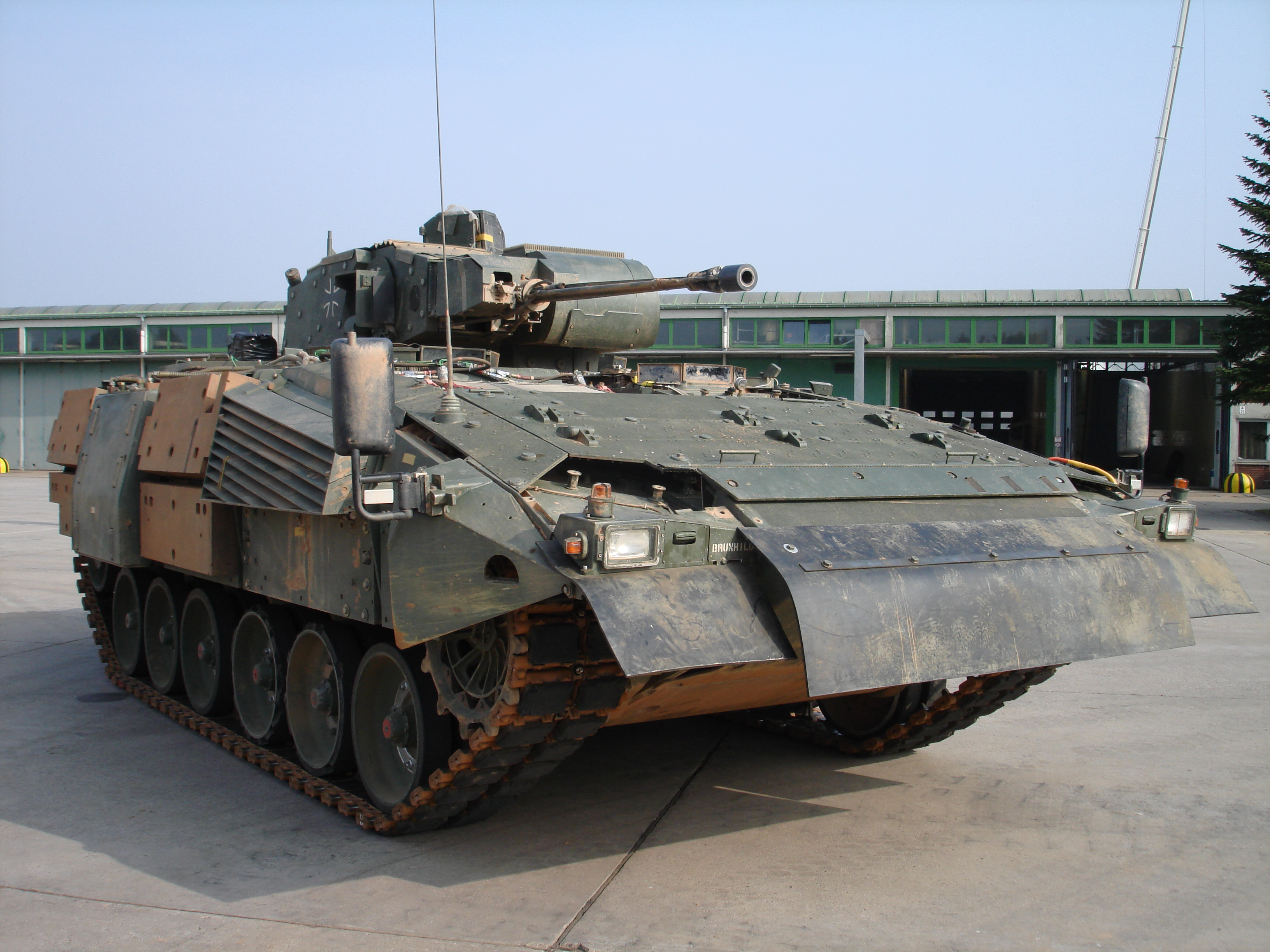
SPz Puma der Bundeswehr

Ab den 1990er Jahren nahm die Bekämpfung durch asymmetrisch kämpfende Gegner an Bedeutung zu. Demgegenüber trat die Bedeutung des Kampfes gegen gepanzerte und mechanisierte Kräfte zurück. Folgerichtig wurde auch in vielen Streitkräften die Zahl der gepanzerten Verbände und damit auch die Anzahl der Schützenpanzer drastisch reduziert.
Die zu Beginn der 1990er Jahre vorhandenen Typen wurden weiter genutzt und durch ständige Modernisierungen den Anforderungen angepasst. Allgemein steht dabei die Verbesserung des ballistischen Schutzes, insbesondere gegen Minen, im Vordergrund. Neue Vollkettenfahrzeuge wurden nur noch in geringer Anzahl entwickelt. Der SPz Puma zeichnet sich durch eine modulare Panzerung, eine hohe Beweglichkeit, eine moderne Feuerleit- und Zielausrüstung und die Bewaffnung mit einer 30-mm-Maschinenkanone und dem Panzerabwehrlenkflugkörper Spike-L aus. Auch dieses Fahrzeug folgt konzeptionell eingeführten Vorstellungen, nutzt aber die Möglichkeiten moderner Techniken aus. Daraus resultieren jedoch ein sehr hoher Preis und auch ein sehr hohes Gewicht, was den Lufttransport verkompliziert. Das Projekt wurde im Jahr 1996 begonnen, 2012 wurden die ersten zehn Fahrzeuge ausgeliefert. Aufgrund der Änderung des Aufgabenspektrums der Bundeswehr beschafft diese nur noch 350 Fahrzeuge.
Ein anderer neu entwickelter, eng an den BMP angelehnter Schützenpanzer ist der chinesische ZBD97. Auch das Combat Vehicle 90 folgt einem konventionellen Design – Entwicklungsbeginn war bereits in den 1980er Jahren, besitzt aber mit einer 40-mm-Maschinenkanone bei den schwedischen Streitkräften eine für westliche Konstruktionen großkalibrige Hauptbewaffnung.
Eine relativ neue Entwicklungslinie stellen Schützenpanzer auf Radfahrgestellen dar. Derartige Fahrzeuge haben eine ausreichende Geländegängigkeit, jedoch im Vergleich zu Vollkettenfahrzeugen wesentlich geringere Beschaffungs- und Betriebskosten. Kostensenkend wirkt meist auch die Möglichkeit, auf der Grundlage einer Plattform Späh- und Schützenpanzer sowie Mannschaftstransportwagen, Transportfahrzeuge, Flugabwehrpanzer Artillerie-Selbstfahrlafetten zu entwickeln. Schutz, Waffenanlage, Sensoren und weitere Ausrüstung unterscheiden sich prinzipiell nicht von Schützenpanzern mit Kettenfahrgestell.

### Typen
Gegenwärtig werden folgende Typen von Schützenpanzern eingesetzt oder befinden sich kurz vor der Einführung:
- Volksrepublik China
  - ZBD97

- Deutschland
  - Marder
  - Puma
  - GTK Boxer

- Finnland
  - Patria AMV

- Frankreich
  - AMX-10P
  - VBCI

- Georgien
  - Lazika

- Großbritannien
  - Warrior
  - FV 432
  - General Dynamics Ajax

- Italien
  - Dardo
  - Freccia (Radschützenpanzervariante des Centauro, Projektbez. Centauro VBC)

- Japan
  - 89 FV
  - Mitsubishi MCV

- Österreich
  - Ulan (Pizarro in Spanien)
  - Pandur II

- Sowjetunion/Russland
  - BMP-1
  - BMP-2
  - BMP-3
  - BMD-1
  - BMD-2
  - BMD-3
  - BMD-4
  - T-15

- Schweden
  - Combat Vehicle 90

- Schweiz
  - CV90 „Schützenpanzer 2000“
  - Mowag Piranha „Radschützenpanzer 93“ (8×8 Radschützenpanzer)
  - M113 „Schützenpanzer 63/73“

- Singapur
  - Bionix
  - Terrex

- Spanien
  - Pizarro („Ulan“ in Österreich)

- Südafrika
  - Ratel (6x6 Radpanzer – auch Transportpanzer)

- Südkorea
  - K21 NIFV

- USA
  - M2 Bradley
  - Stryker (8×8 Radfahrzeug – auch Transportpanzer)